# Campobasso
Campobasso (AFI: /kampoˈbasso/, ; Campuascio, Campuasce in molisano) è un comune italiano di 47 493 abitanti, capoluogo dell'omonima provincia e della regione Molise.
La città, di probabile origine longobarda, si trova nella zona compresa tra i fiumi Biferno e Fortore. Il centro storico raccoglie numerose testimonianze delle diverse epoche della città, dalla duecentesca chiesa di San Leonardo, al quattrocentesco castello Monforte, e alla neoclassica cattedrale della Santissima Trinità. Nel 2018 Campobasso è stata insignita dal Ministero dei Beni Culturali del titolo di borgo di notevole interesse storico.
La città è sede dell'Università degli Studi del Molise, dell'Arcidiocesi Metropolitana di Campobasso-Boiano, di Corte d'appello, di una Scuola allievi agenti della Polizia di Stato e di una Scuola allievi carabinieri.

## Geografia fisica

### Territorio
(Dall'opera "La Pace" di Michelangelo Ziccardi, XIX secolo.)
Prima città della regione per popolazione, sorge a 701 m s.l.m. (a 792 m il castello Monforte).
Campobasso è una città formata da una parte antica di origine medievale, ricca di valori storici e artistici, posta sul pendio di un colle dominato dal castello Monforte, e da una parte più moderna ed elegante originaria del XIX secolo, situata nella pianura ai piedi del centro antico.
Intorno al castello che domina la città si sviluppa a ventaglio il centro storico, costituito da vicoli e scalinate lunghe e tortuose, ai lati delle quali sorgono case ed edifici in pietra, spesso aventi caratteristici cortiletti interni. Numerosi sono i portali ricchi di decorazioni, stemmi di famiglie nobili e figure allegoriche.
La città ottocentesca, denominata centro murattiano, si estende in piano e presenta le caratteristiche tipiche dello sviluppo urbanistico di tale periodo storico. Progettato secondo l'ideale della città giardino, presenta molti spazi verdi e fontanelle.

### Clima
Il clima della città è di tipo appenninico. D'inverno, durante le irruzioni gelide dai Balcani, si verificano nevicate causate dallo stau adriatico indotto dall'Appennino meridionale sannita che talvolta favoriscono significativi accumuli nevosi.
L'estate è mediamente piuttosto fresca e, essendo una città di media altura, l'umidità spesso è relativamente bassa; non mancano però occasionali fasi di calura.
L'autunno è fresco e piovoso, con una media di 81 mm nel mese di novembre. La città presenta discreti accumuli pluviometrici.

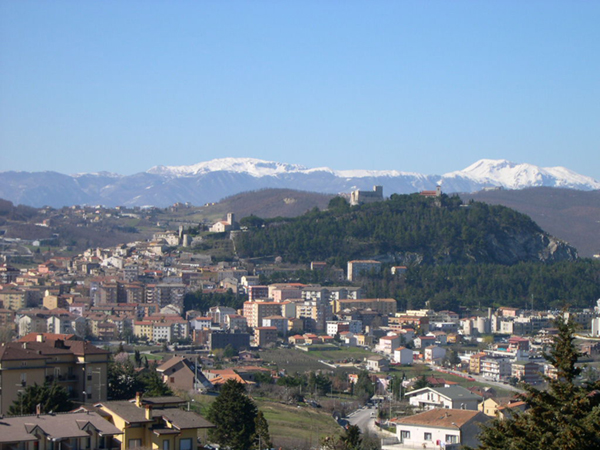
Panorama della città e sullo sfondo il Matese.

| Campobasso                   | Mesi | Mesi | Mesi | Mesi | Mesi | Mesi | Mesi | Mesi | Mesi | Mesi | Mesi | Mesi | Stagioni | Stagioni | Stagioni | Stagioni | Anno |
| Campobasso                   | Gen  | Feb  | Mar  | Apr  | Mag  | Giu  | Lug  | Ago  | Set  | Ott  | Nov  | Dic  | Inv      | Pri      | Est      | Aut      | Anno |
| ---------------------------- | ---- | ---- | ---- | ---- | ---- | ---- | ---- | ---- | ---- | ---- | ---- | ---- | -------- | -------- | -------- | -------- | ---- |
| T. max. media (°C)           | 7,1  | 7,2  | 10,3 | 14,0 | 21,2 | 27,0 | 29,2 | 28,3 | 24,2 | 19,2 | 16,2 | 8,1  | 7,5      | 15,2     | 28,2     | 19,9     | 17,7 |
| T. min. media (°C)           | 1,2  | 1,3  | 3,2  | 6,4  | 13,2 | 16,2 | 20,0 | 17,0 | 13,0 | 11,2 | 7,2  | 3,1  | 1,9      | 7,6      | 17,7     | 10,5     | 9,4  |
| Giorni di gelo (Tmin ≤ 0 °C) | 12   | 11   | 7    | 1    | 0    | 0    | 0    | 0    | 0    | 0    | 2    | 8    | 31       | 8        | 0        | 2        | 41   |
| Precipitazioni (mm)          | 55   | 60   | 50   | 51   | 47   | 35   | 20   | 18   | 45   | 58   | 81   | 63   | 178      | 148      | 73       | 184      | 583  |

## Origini del nome
Il toponimo Campobasso ha un etimo non chiaro, però gli studiosi ritengono che debba essere avvicinato a Campus Bassi ‘campo di Basso’, da un nome personale latino Bassus o Bassius. Non è plausibile l'ipotesi che derivi da campus vassorum, cioè campo dei vassalli: nel X e XI secolo i vassalli erano coloro che abitavano, essendone soggetti, gli spazi circostanti i castelli del feudatario.
Un'ipotesi storica è quella del Galanti, che asseriva che in origine l'abitato fosse diviso in due borghi, uno chiamato Campus de Prata e l'altro Campus Bassus di cui primo insediamento, posto a una quota più alta, sarebbe andato distrutto e gli abitanti si sarebbero trasferiti nell'altro che avrebbe così dato il nome alla futura cittadina. Simile è la proposta del Gasdia che riteneva che il nome Campobasso fosse in rapporto con la sua posizione topografica; egli afferma: 
(Gasdia, Storia di Campobasso)

## Storia

### Età antica
Secondo le ipotesi più accreditate, il territorio di Campobasso nell'antichità era punteggiato da una serie di piccoli insediamenti agricoli sannitici, che poi con la dominazione romana diedero vita a diverse ville rustiche.
Sull'altura che domina l'odierna città era presente un insediamento di controllo dei Sanniti, di cui ancora oggi si conservano le tracce, posto a controllo del braccio tratturale "Cortile - Matese". Lo scopo difensivo del sito è confermato dal ritrovamento, nei pressi del castello Monforte, di resti di mura sannitiche e dal rinvenimento, tra le rovine della Chiesa di San Mercurio nel 1930, di un'iscrizione in lingua osca. Tale insediamento gravitava intorno ad un centro sannitico più importante, ossia l'area corrispondente all'attuale centro di Ferrazzano.
La storia del territorio di Campobasso è quindi indissolubilmente legata a quella dell'antico Sannio-Pentro e a Roma.

### Medioevo

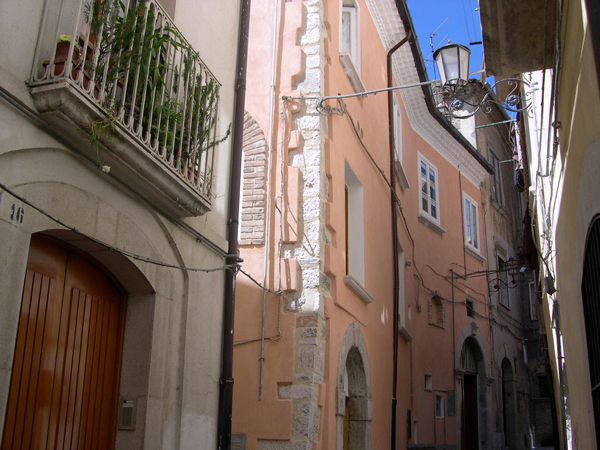
Scorcio nel Borgo medioevale

Le fonti storiche datano l'atto di nascita di Campobasso all'epoca della Langobardia Minor e più precisamente nel periodo del Ducato di Benevento, essendo toponomizzata come Campus Vassorum. Risale infatti all'anno 878 un documento stilato da un monaco dell'abbazia benedettina di Santa Sofia di Benevento, in cui si fa menzione di Campobasso come finibus Campibassi. Questo documento, reperibile come Codice Vaticano Latino 4939, è il Chronicon Sancte Sophie ed è stato redatto al tempo in cui Adelchi era quindi principe di Benevento.
Successivamente durante l'egemonia normanna, Campobasso assume un'importanza economica sempre crescente riuscendo a diventare la “capitale” della Contea sotto la signoria dei De Moulins. Il fiorire dei commerci e l'aumentata importanza amministrativa comportano l'ampliamento dell'antico borgo che si espande soprattutto intorno alla chiese di San Bartolomeo e di San Mercurio. Diverse sono le connotazioni che il borgo assume nel tempo: Civitas, Castrum, Universitas Hominum.
Tra i documenti storici del periodo compreso tra l'anno 1000 e il Trecento spicca la Pancarta Campobassana del 1277 in cui trentadue campobassani denunciarono a Carlo I d'Angiò le angherie e i soprusi del feudatario Roberto di Molise, dimostrando quindi di patteggiare per i francesi Angioini.
Il Quattrocento è per Campobasso un'età d'oro grazie all'intraprendenza dei Monforte-Gambatesa, divenuti i feudatari del borgo. Secondo alcuni storici i Monforte sarebbero i discendenti dei Monfort di Francia e d'Inghilterra, scesi in Italia al seguito di Carlo D'Angiò. Il personaggio di spicco dei Monforte fu il conte Cola detto anche il "Campobasso", di cui parla anche Benedetto Croce. Si distinse per le sue virtù militari durante la lotta di successione al Regno di Napoli tra Angioini e Aragonesi. Cola batté moneta e provvide ad ampliare il castello dotando la città di forti mura perimetrali lungo le quali edificò le porte di San Leonardo e di Santa Cristina.
Nel 1442, con la sconfitta degli Angioini, che i Monforte avevano appoggiato, Campobasso passa agli Aragonesi e in seguito ai De Capua.
Ferdinando I di Aragona concesse ai campobassani la possibilità di costruire le abitazioni addossandole alle mura perimetrali.

### Cinquecento e Seicento
Agli inizi del Cinquecento i De Capua sono feudatari in Campobasso. La città, grazie alla felice posizione geografica, vive di un florido commercio; infatti l'area al di fuori dalle antiche mura, con le chiese di Santa Maria Maddalena e della Santissima Trinità (che tra l'altro è stata fondata proprio nel 1504), è contraddistinta da una notevole vivacità di scambi nei vari settori dell'artigianato.
Nel 1530 diventano signori di Campobasso i Gonzaga che ne aumentano il prestigio. A loro si deve la riorganizzazione urbana della città; in ogni rione le singole strade sono indicate con il nome dell'attività lavorativa prevalente come ad esempio calzolai, ferrerìe (l'attuale via de' Ferrari), oreficerìe (l'attuale via Orefici, ricca ancora oggi di botteghe e negozi di orafi).
Signori della città, dopo i Gonzaga, sono i Vitagliano nel 1638 e successivamente i Carafa.
Nel corso del Seicento Campobasso ha un ulteriore sviluppo grazie anche alla vicinanza dei tratturi che favoriscono le comunicazioni con altri centri e l'arrivo di commercianti forestieri.

### Settecento e Ottocento

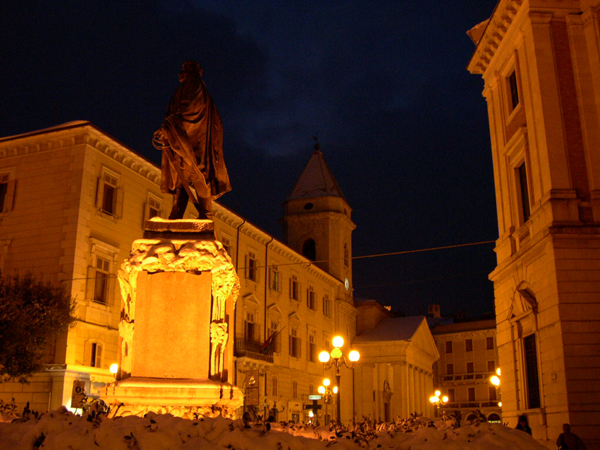
Centro Murattiano. Piazza Gabriele Pepe

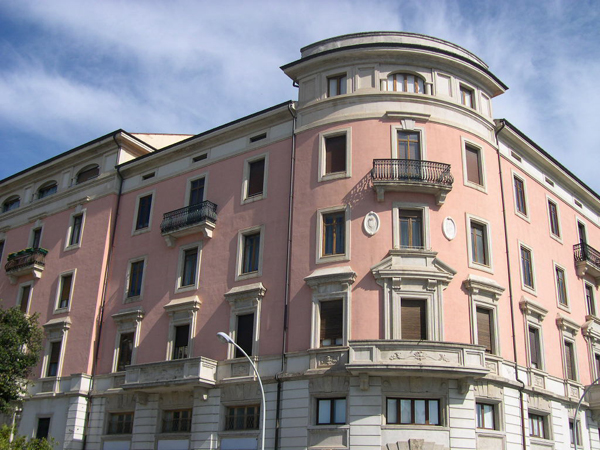
Un palazzo in Piazza Vincenzo Cuoco

Il Settecento è attraversato da idee nuove e la struttura feudale della società viene vista come un intralcio alle iniziative della nuova classe emergente: la borghesia. Questa ventata di novità arriva anche a Campobasso. Ci sono uomini che nonostante appartengano a famiglie di antica nobiltà, come Francesco de Attelis, Anselmo Chiarizia e Giovan Matteo Japoce, si prodigano in cause contro i feudatari. Molti intellettuali come Giuseppe Zurlo, Giuseppe Maria Galanti, Francesco Longano, Paolo Nicola Giampaolo, sostengono la necessità di superare l'immobilismo economico-sociale provocato dal feudalesimo. Campobasso diviene il cuore pulsante della cultura molisana, in cui trovano rifugio molti intellettuali del tempo come Gabriele Pepe e Vincenzo Cuoco.
A causa dei debiti del duca di Jelsi Mario Carafa, alla sua morte, avvenuta nel 1727 la sua eredità viene accettata con beneficio di inventario dagli eredi di questi, il nipote Alessandro Milano duca di San Paolo e il cugino Marcello Carafa. Tale situazione consente a Campobasso di rientrare nel patrimonio del fisco regio che la sottopone ad un apprezzo nel 1732 per future vendite. In tale contesto si apre la possibilità per l'universitas di Campobasso di riscattarsi dalla servitù feudale mediante il pagamento di un importo alla Regia Camera, che le avrebbe consentito di rientrare nel demanio regio in una condizione di relativa autonomia. Nel periodo che va dal 1728 al 1735 numerosi membri della borghesia locale appoggiano l'iniziativa "demanista" in chiave antibaronale. Nel frattempo Marcello Carafa aveva presentato istanza alla Regia Camera per vedersi confermato quel erede di Mario Carafa ed acquisire la titolarità del feudo, ottenendo tale riconoscimento nel 1735 mediante il pagamento di 10 000 ducati al fisco e impegnandosi a pagare i creditori. Difficoltà insorte nel soddisfare tale obbligazione forniscono ai "demanisti" la possibilità di presentare nel 1738 alla Regia Camera la relativa istanza di ricompra della città, che si concretizza infine il 4 marzo 1742 dopo il deposito di una somma pari a 102 841 ducati.
Nel 1755 Carlo di Borbone re di Napoli concede a Campobasso il rango di città modello. Agli inizi dell'Ottocento, in piena età napoleonica, viene istituita la Provincia di Molise; Campobasso, come capoluogo, diviene sede di numerosi uffici amministrativi. La popolazione, nonostante le gravi perdite umane e materiali provocate dal terremoto del 1805, si moltiplica e di conseguenza anche la città si espande. Si rende necessario realizzare un piano urbanistico per soddisfare nuove e molteplici esigenze. Vengono presi in considerazione due progetti, quello di Bernardino Musenga e quello di Vincenzo Wan Rescant.
Il Musenga immagina l'edificazione di un intero quartiere a schema ortogonale, invece Wan Rescant prevede l'espansione del tessuto urbano intorno a una sola grande piazza con al centro l'edificio sede dell'amministrazione civica. Al sistema radiale del Wan Rescant è preferito quello del Musenga. La parte nuova della città si sviluppa in luogo pianeggiante, sulle “campère”, così chiamato perché un tempo era occupato dai campi coltivati e dai boschi.
Campobasso doveva essere “monumentale, funzionale, unitaria e moderna, destinata a una borghesia ormai disposta ad abbandonare la città feudale, ritenuta poco rappresentativa socialmente per uno Stato che, attraverso i palazzi pubblici, vuole creare l'immagine fisica dell'autorità, come prima lo era il castello sui monti”. L'impostazione data da Musenga, incentrata su piazze alberate, i viali e le aiuole, fu tale che in seguito si parlò di Campobasso come una vera e propria "città giardino".

### Novecento

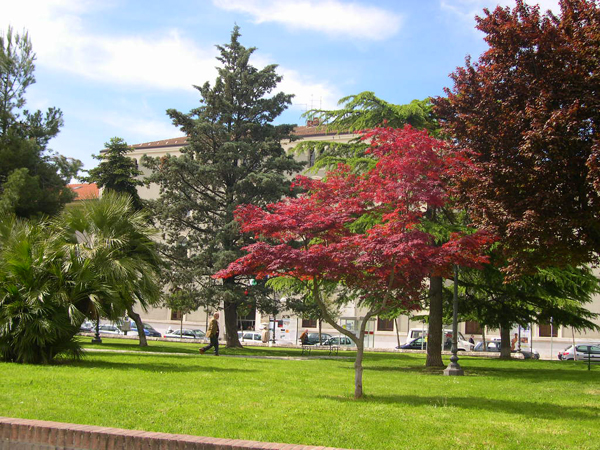
Piazza Bernardino Musenga (Villa dei Cannoni)

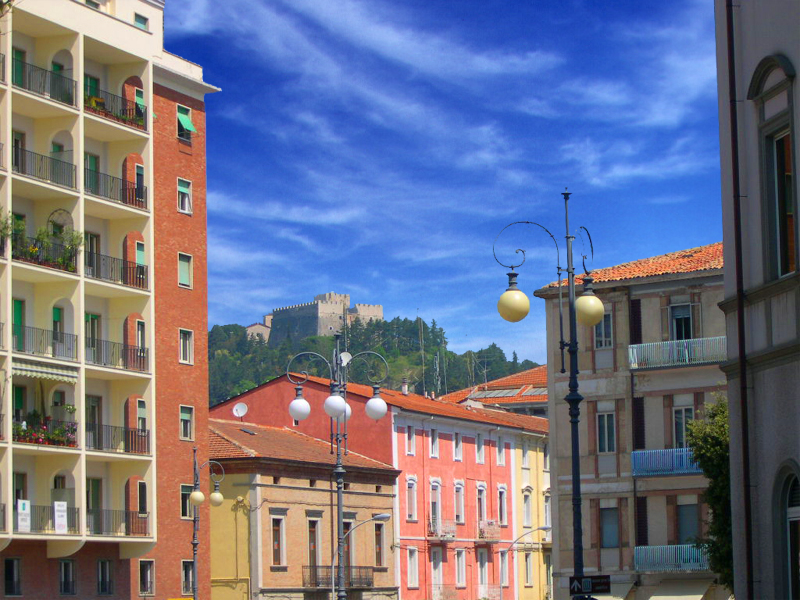
Veduta del castello Monforte da Piazza della Vittoria

Nel 1910 entrò nelle case l'energia elettrica e, a partire dagli anni venti-trenta, vennero realizzate importanti costruzioni: gli edifici della Casa della Scuola, della Banca d'Italia e il Teatro Sociale nel medesimo luogo occupato in precedenza dal Teatro Margherita (poi Teatro Savoia), il palazzo delle Poste e Telegrafi, la Camera di Commercio, il Palazzo della G.I.L., il Palazzo di Giustizia, l'Istituto per gli orfani di guerra (attuale sede del Conservatorio musicale Lorenzo Perosi) e l'Istituto Tecnico “L. Pilla” (che ebbe l'onore di essere inaugurato da re Vittorio Emanuele III).
Parallelamente a questa attività edilizia furono tracciate nuove strade e lastricate piazze, costruiti marciapiedi, piantati alberi, innalzati monumenti e fontane. Anche l'iniziativa privata diede il suo valido contributo edificando eleganti palazzi e dotando la città di alberghi, ristoranti, bar, negozi e cinema.
Nel 1927 la sede vescovile, con bolla pontificia, venne trasferita da Bojano a Campobasso.
La tragedia della seconda guerra mondiale non risparmiò neanche Campobasso. Qui fu combattuta la "Battaglia di Campobasso" tra l'ottobre e il novembre del 1943, in cui si fronteggiarono le truppe canadesi e tedesche per il possesso della città; ciò causò la distruzione di molti edifici pubblici, tra cui il municipio e gli archivi in esso contenuti. Cinquanta civili furono uccisi in azione, tra cui il vescovo della diocesi, monsignor Secondo Bologna, insieme a un numero imprecisato di persone che vi rimasero ferite nel bombardamento intensivo. L'occupazione della città da parte dei canadesi, che la resero un importante centro di smistamento, amministrativo e di svago per le truppe alleate, ebbe un tale impatto sulla città che questa venne ribattezzata "Canada Town", cioè "Città del Canada", e anche "Maple Leaf City", "Città della foglia d'acero", simbolo nazionale del paese nordamericano, per la notevole presenza di questo tipo di albero sul suo territorio. In tale circostanza alcune strade e piazze vennero persino rinominate con denominazioni anglosassoni come Hyde Park per l'attuale Villa Berardino Musenga, Piccadilly Circus per l'attuale zona di Piazza Gabriele Pepe e Scarth Street per la zona della stessa piazza situata tra il Palazzo del Governo e il Teatro Savoia, comunemente detta Piazza Prefettura; oggi l'unica testimonianza che resta è la scritta Scarth St che i canadesi impressero su un palazzo in piazza Gabriele Pepe e che è stata oggetto di recupero con l'applicazione di una lastra di plexiglas a protezione e una didascalia che descrive brevemente la storia di questo unico reperto.
Nei primi anni del secondo dopoguerra la città conobbe una discreta e armoniosa espansione, ma è con l'istituzione della Regione Molise nel 1963 che Campobasso poté crescere. Divenuta capoluogo di regione, infatti, ebbe un notevole incremento demografico e un conseguente sviluppo edilizio (che porta alla nascita del quartiere CEP nella zona nord della città), essendo sede di importanti uffici regionali e di numerose filiali e agenzie di banche e di assicurazioni. Come era avvenuto agli inizi dell'Ottocento la città rinasce grazie alla sua importanza amministrativa.
Dal 1982 è sede dell'Università degli Studi del Molise la quale in pochi anni ha incrementato notevolmente l'offerta formativa ed ha riscontrato un rapido aumento della popolazione studentesca.
Dal 2002 è inoltre attiva la Fondazione di ricerca e cura Giovanni Paolo II, istituita per volere dell'Università Cattolica del Sacro Cuore, che si è rapidamente imposta come centro d'eccellenza nazionale nei settori di diagnosi e terapia di varie branche della medicina come l'oncologia, i trapianti, le patologie cardiache e la medicina ultraspecialistica.

### Simboli

Il gonfalone

Lo stemma e il gonfalone sono stati riconosciuti con decreto del capo del governo del 25 maggio 1942.
Lo stemma riporta un ovale con fondo rosso al cui interno sono rappresentate sei torri merlate di cui una è sormontata da una corona marchesale che ne indica l'origine feudale. Le sei torri raffigurano le torri principali che erano poste a guardia degli ingressi dell'antico borgo medioevale: porta Sant'Antonio Abate, porta San Nicola, porta Santa Maria della Croce, porta San Leonardo, porta Mancina e porta San Paolo.
Il gonfalone, in cui campeggia lo stemma, è partito su due colori, il rosso e l'azzurro che rappresentano quelli delle due antiche confraternite che nel Cinquecento gestivano il potere politico e la vita religiosa della città: il rosso per i Crociati mentre l'azzurro per i Trinitari.

## Monumenti e luoghi d'interesse

### Architetture civili

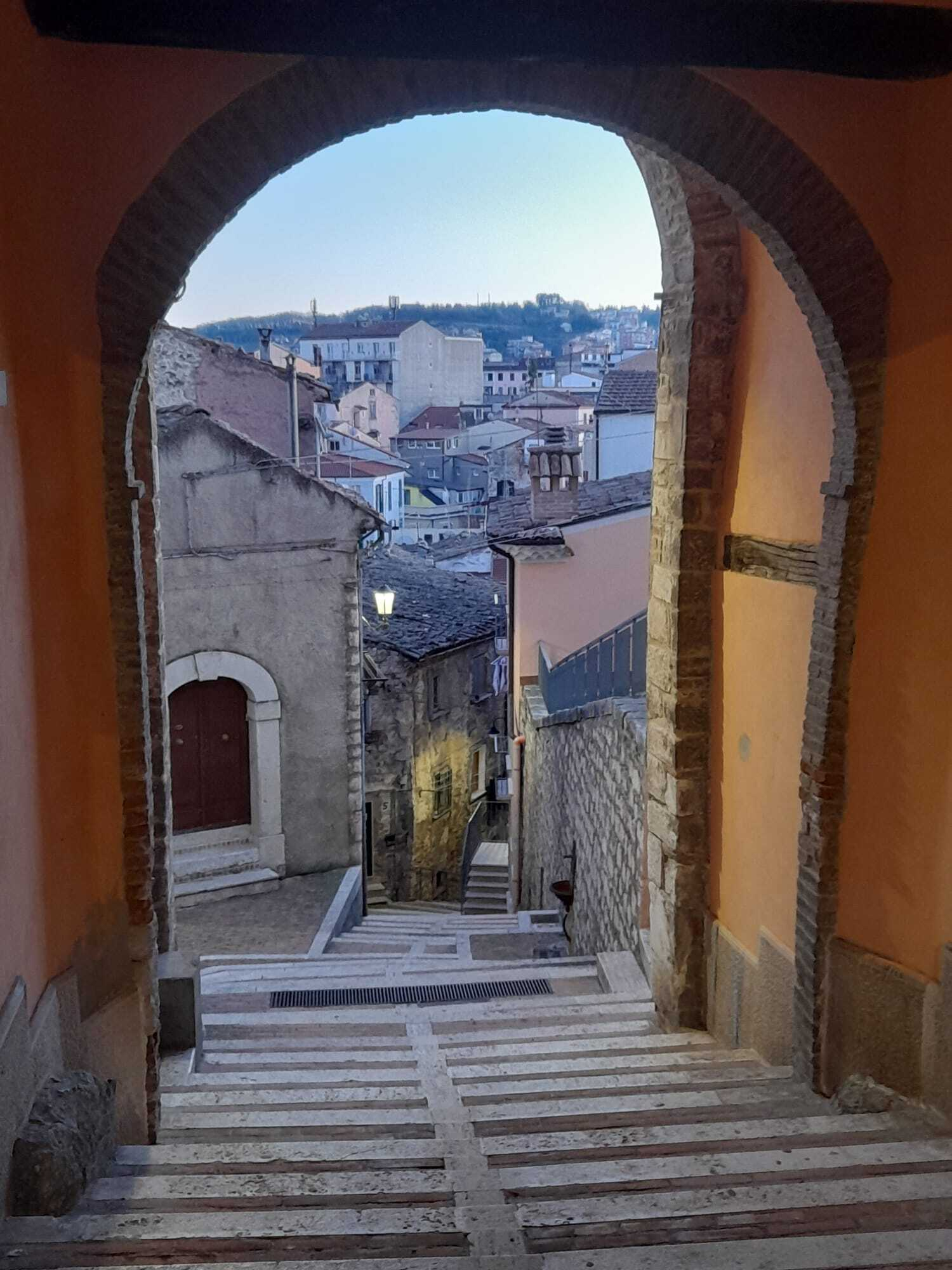
Via G. Pizzoferrato, Campobasso, centro storico

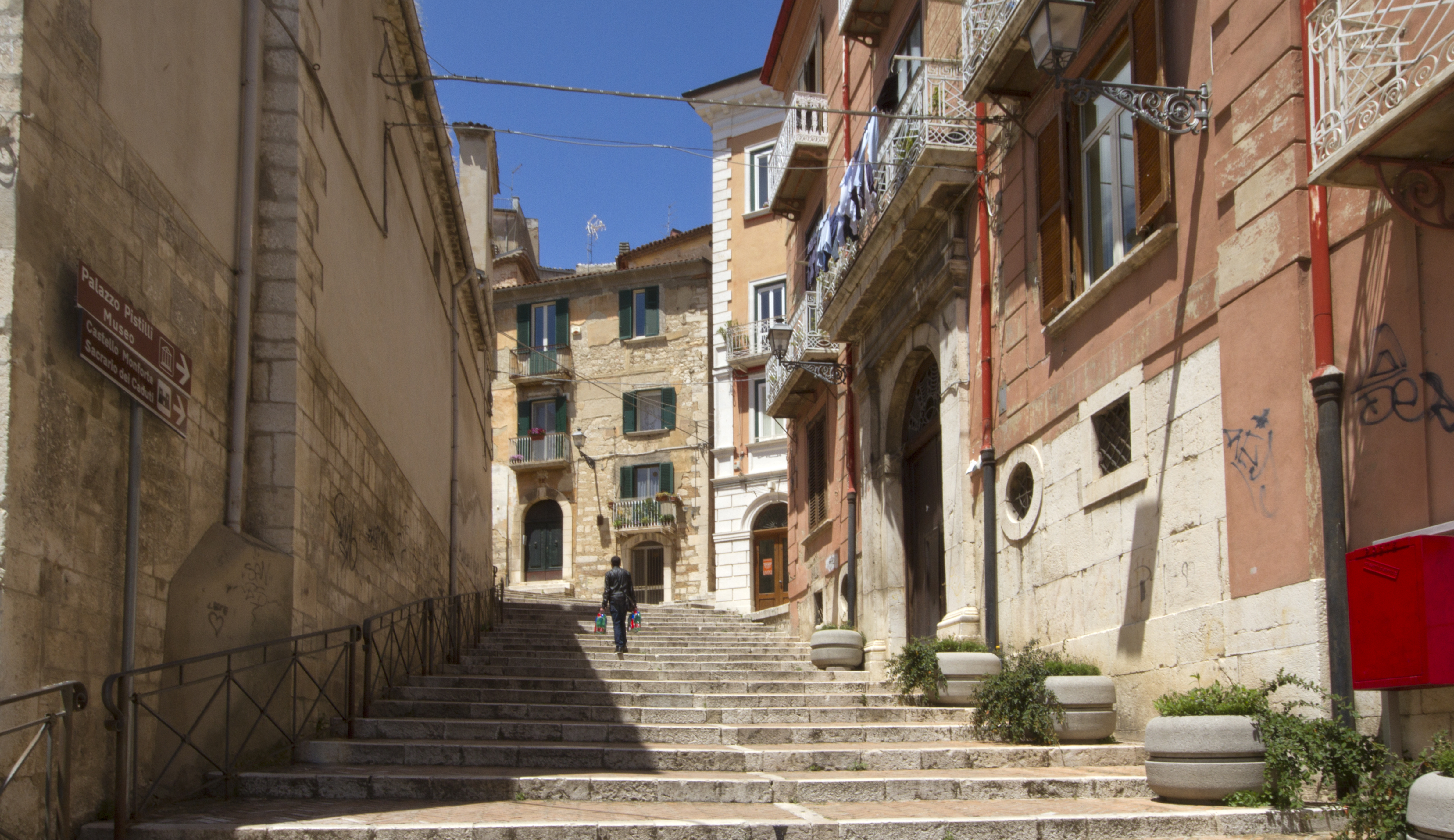
Via Chiarizia: salita verso il castello; a sinistra la chiesa di San Leonardo.

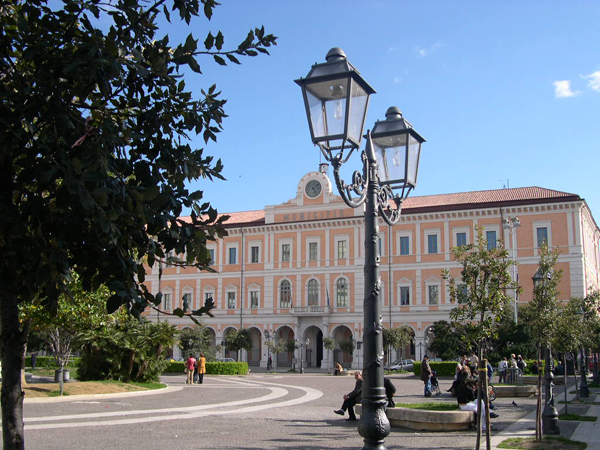
Palazzo San Giorgio

- Palazzo San Giorgio: palazzo del Municipio, costruito nel 1879 sulla chiesa medievale di Santa Maria della Libera. Il palazzo presenta un ampio porticato con archi a tutto sesto e grandi pilastri quadrati. L'elegante facciata è suddivisa in tre piani ed è sormontata da un quadrante d'orologio alla cui base è riportata la scritta "MUNICIPIO". Al centro del primo piano è posto un balconcino a colonnine di marmo sorretto da due colonne dal fusto liscio e dal capitello ionico. Le finestre del primo piano si possono dividere in due gruppi: su quindici totali, cinque di esse presentano un arco a tutto sesto alla sommità, e le restanti dieci sono sormontate da un tamburo a forma triangolare; mentre al secondo piano tutte le quindici finestre non presentano tamburo ma un semplice ordine orizzontale. Particolari le paraste che al secondo piano separano le finestre e si raddoppiano in alcuni punti sezionando la facciata in cinque parti verticali, quasi volessero evidenziare anche la divisione interna della struttura.
- Palazzo Magno: Il palazzo prende il nome da Mercurio Magno, che ottenne la proprietà dalla famiglia napoletana dei De Tilla, i quali utilizzavano l'immobile come residenza privata estiva. Il Magno ne rimase proprietario fino al 1936, quando la Provincia lo acquistò per stabilirvi la propria sede. Durante la seconda guerra mondiale, la città di Campobasso dovette subire la requisizione di diversi edifici, e tra questi vi fu anche Palazzo Magno. Dai locali del palazzo furono ricavati un ospedale ed un obitorio da parte dei Polacchi; con lo spostarsi del fronte al di là della linea Gustav, il Genio militare italiano ottenne il permesso di insediare nel complesso il Comando Zona Bonifica Campi Minati del Molise, organizzando così già nel 1944 il primo corso per rastrellatori di mine. Fu solo nel 1946 infine che l'edificio fu restituito alla Provincia e da allora ne funge ancora da sede.
- Convitto nazionale Mario Pagano: In origine fu denominato "Collegio Sannitico", per decreto del 12 marzo 1816 con sede presso il monastero degli Antoniani poiché non idoneo ad edificio scolastico. Compiuti i necessari lavori di adattamento del locale, il collegio venne inaugurato il 16 novembre 1817, assumendo il prefisso Real con un altro regio decreto del 25 gennaio 1854. La direzione del Real Collegio Sannitico fu affidata ai Padri Barnabiti che portarono avanti un progetto per la costruzione di un nuovo edificio per le scuole e per il convitto. Ottenute le nuove strutture, chiesero ed ottennero di lasciare la gestione dell'Istituto. Il collegio rimase chiuso fino al principio dell'anno 1857, quando venne chiamato a dirigerlo il canonico Berardo Palombieri, sotto la cui amministrazione in quell'anno stesso il collegio venne elevato a Liceo. Il 4 marzo 1865, sotto proposta del Ministero della pubblica istruzione, con decreto firmato a Milano dal re Vittorio Emanuele II, il collegio prese l'attuale denominazione di convitto nazionale "Mario Pagano", in onore del giurista, politico e patriota italiano Mario Pagano. Curiosità: il pregevole giardino del Convitto ricalca l'area in cui si estendeva il braccio tratturale "Cortile - Matese".
- Palazzo della Banca d'Italia: L'edificio della Banca d'Italia venne inaugurato nel 1925; la sua costruzione comportò l'abbattimento di molte case, compresa quella del Vecchio Dazio. L'elegante palazzo è a tre piani. La facciata laterale offre una visione architettonica più scenografica: infatti, essendo leggermente arcuata, sembra quasi voler accogliere l'austero monumento a Gabriele Pepe.
- Palazzo Mazzarotta: Il palazzo risale al XVI secolo come sede di una confraternita religiosa e solo nel XVIII secolo diviene residenza della famiglia nobiliare napoletana dei Mazzarotta, le cui origini risalgono all'epoca aragonese. Un ramo di tale famiglia si trasferì infatti a Campobasso e si stabilì nel palazzo, dove è ancora visibile lo stemma con il delfino sul mare ondoso, variante dell'originale in cui era presente un serpente. La parte interna ospita il Museo sannitico.

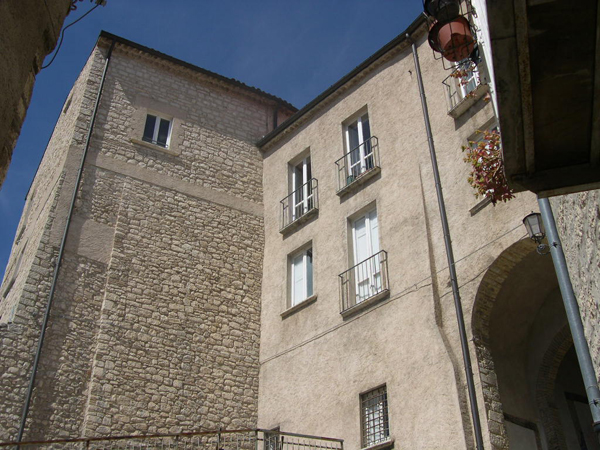
Palazzo Mazzarotta, sede del Museo Sannitico, visto da vico Pizzoferrato

- Palazzo Cannavina: La sua edificazione va collocata tra il XVII e il XVIII secolo[24], fu poi ampiamente rimaneggiato nel corso del XIX secolo. Lo stabile appartenne prima ai Carafa, duchi di Jelsi e feudatari di Campobasso, poi, non avendo questi eredi[24], passò ai baroni di Campobasso che lo tennero in proprietà fino al 1742[24]. Fu bene demaniale fino al 1783[24], quando venne acquistato dalla famiglia Salottolo[24]; passò infine alla famiglia Cannavina, il cui nome è rimasto all'edificio[24]. Nel 2011 gli arredamenti e il palazzo sono stati messi in vendita dagli eredi.
- Palazzo dell'ex GIL: Il Palazzo ex GIL fu costruito fra il 1936 e il 1938 su progetto dell'architetto napoletano Domenico Filippone (1903-1970), «un'architettura che ricevette unanime apprezzamento per la chiarezza distributiva e per l'attenzione con cui il progettista aveva risposto all'effettiva consistenza dell'ambiente paesistico e architettonico circostante, evitando risoluzioni auliche e altisonanti».[25] Dopo essere stato sede delle attività della locale Gioventù italiana del littorio, poi dei sindacati e alla fine di una scuola superiore, nel 1975 le competenze sull'edificio passarono dallo Stato alla Regione Molise che però la abbandonò all'incuria e al degrado finché, nel settembre 1989, il palazzo fu riconosciuto di interesse storico artistico e sottoposto a vincolo della Soprintendenza. La Regione Molise, intenzionata a demolire la costruzione, si rivolse allora al Ministero per i beni culturali e ambientali ottenendo la revoca del vincolo. I contrasti continuarono e, nonostante il ripristino del vincolo nel 1992, in quegli anni le due ali dell'edificio furono demolite.[26]
- Casa della Scuola: edificio scolastico costruito nel XX secolo, in stile neoclassico oggi sede della BiblioMediaTeca Comunale e della Galleria Civica d'Arte Moderna e Contemporanea.
- Palazzo delle Poste e Telegrafi: venne costruito tra il 1923 e il 1927. Progettato dall'ing. Giambattista de Capoa esso si sviluppa su un pian terreno e due piani più un altro sovrapposto successivamente. Le tre porte d'ingresso principali sono abbellite da robuste inferriate su cui sono presenti, in quella a sinistra, lo stemma della Città di Campobasso e, in quella a destra, lo stemma della Provincia di Campobasso. Nella porta laterale di sinistra, sotto la scritta "Direzione", è presente un bassorilievo in bronzo raffigurante Mercurio che tiene nella mano destra le saette, simbolo della velocità, e nella sinistra il caduceo (bastone con due serpenti attorcigliati).
- Palazzo di Giustizia: fu costruito su progetto dell'ing. Silverio Pappalardo tra il 1930 e il 1936 in uno stile che risente dell'austerità dello stile dorico a significare la serietà della legge per la difesa del cittadino.
- Palazzo del Governo: nacque nel tardo Medioevo come convento di suore clarisse, che poi venne chiuso ai primi del XVIII secolo. Su quei ruderi, per volere del ricco commerciante Agostino Santellis, fu edificato un altro convento per le suore carmelitane. Anche questa nuova fase costruttiva ebbe vita breve e, nel tempo, fu destinato a diversi altri usi. Nel 1810 divenne sede carceraria, fino al 1862 quando i detenuti vennero trasferiti nella nuova costruzione che tuttora funge da carcere cittadina. In seguito, nel 1856 il Consiglio della Provincia di Molise affidò all'architetto Oscar Capocci l'incarico di presentare un progetto di ristrutturazione al fine di destinarlo a palazzo degli uffici. Esso fu consegnato nel 1861 e lo completò, con modifiche, nel 1862.
- Palazzo Iapoce: Costruito nel XVIII secolo dalla famiglia Iapoce, probabilmente su preesistenti costruzioni trecentesche e quattrocentesche, è stato tra gli anni Ottanta e Novanta del XX secolo oggetto di notevoli opere di ristrutturazione e consolidamento. È sede della Soprintendenza Regionale ai Beni Culturali del Molise.

### Architetture militari

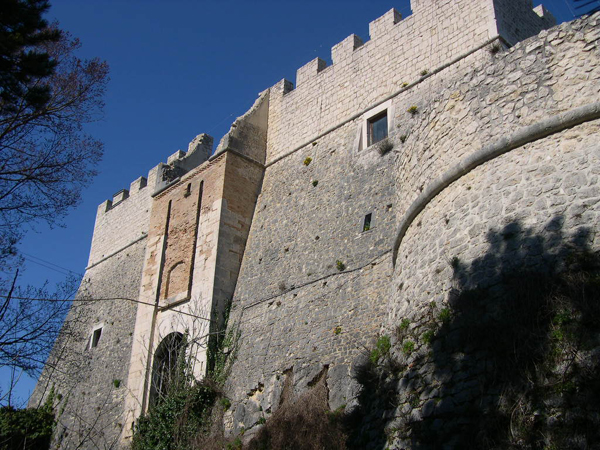
Castello Monforte, ponte levatoio.

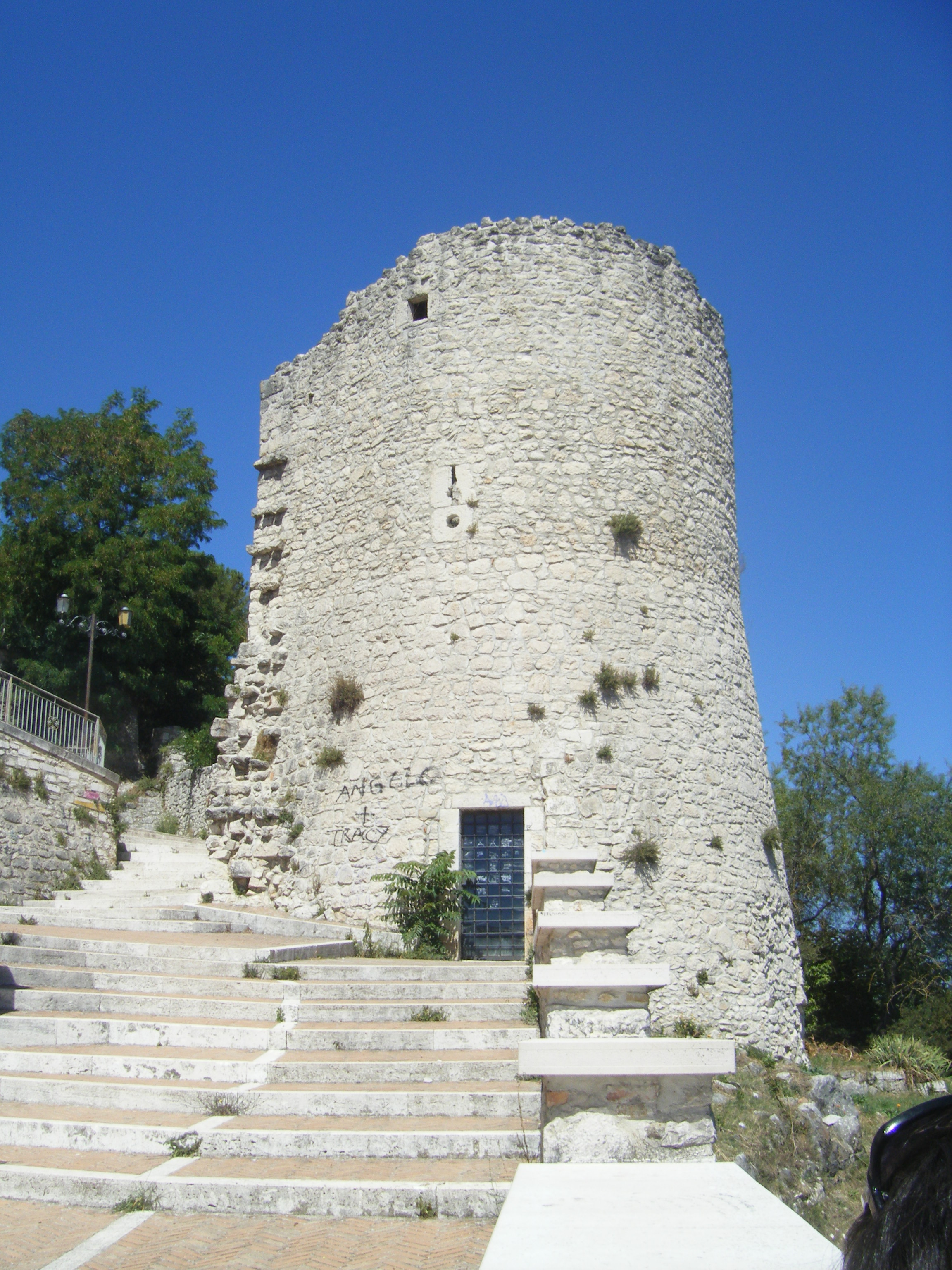
Torre Terzano

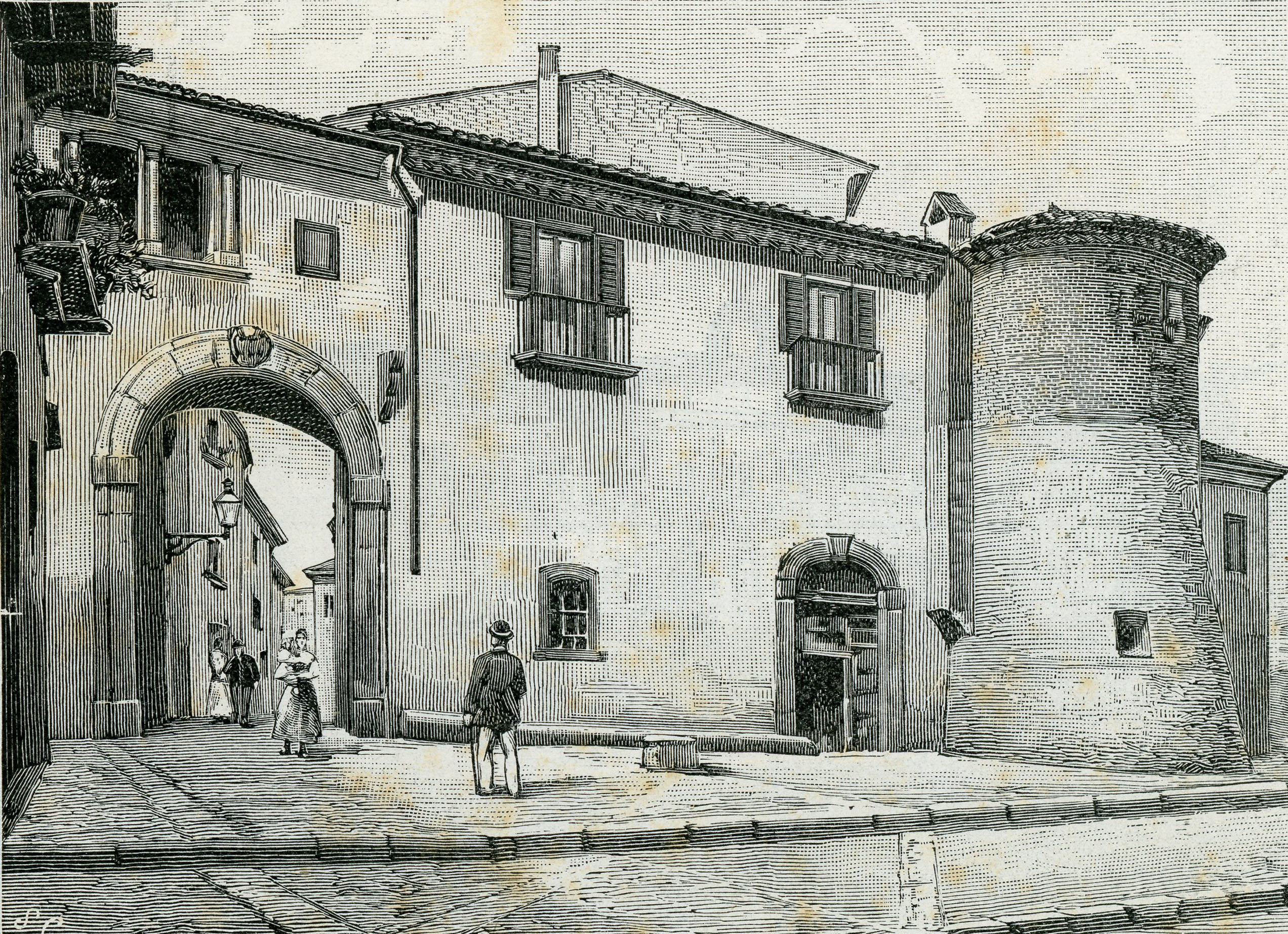
Incisione del 1898 della porta Sant'Antonio

- Castello Monforte: Un'antica pergamena risalente al 1375 conferma l'esistenza di un castello nella città già in tale data, ed è la testimonianza più antica al riguardo. Domina la città a circa 790 m s.l.m., quasi cento in più dell'altezza media del comune. L'area circostante è occupata dal parco della Via Matris, un percorso naturalistico che snodandosi lungo il pendio della collina ripercorre le tappe della Via Crucis. Il castello è inciso su una moneta d'argento da cinque euro coniata dalla Zecca dello Stato nel 2012 per la serie "Italia delle Arti" dedicata alla città di Campobasso[27].

Il castello ha pianta quadrangolare, con quattro torri angolari circolari mozze, e una torre maggiore all'interno del corpo. Essendo una struttura rimasta fedele al compito di sorveglianza, anche nei secoli XVIII e XIX, il castello ha mantenuto, sia all'esterno che all'interno, un aspetto piuttosto austero, conservando la struttura originale.
- Mura medievali di fortificazione: sono le mura medievali costruite nel XIII secolo, danneggiate nel terremoto del 1456, e smantellate dopo il grave terremoto del 1805. Di esse rimangono tuttavia le linee di confine del borgo medievale e numerose torri di avvistamento, e porte urbiche di accesso alla città vecchia. Tra le torri vi sono:
- Torre Terzano:

Si trova presso la chiesa di San Bartolomeo, nella parte più alta del borgo. Famosa perché, secondo la leggenda, nel XVI secolo v'erano due famiglie in guerra: la Confraternita dei Crociati (composta da artigiani) e quella dei Trinitari (il nuovo ceto commerciale emergente). I loro figli Fonzo Mastrangelo e Delicata Civerra, osteggiati dalle rispettive famiglie nel loro amore, non poterono coronare il loro sogno, perché il padre di Delicata rinchiuse la figlia dentro la torre, murandola. Fonzo, disperato, si arruolò nell'esercito per dimenticare, e Delicata morì di crepacuore, e dopo alcuni anni Fonzo, scoperta la tragedia, decise di espiare le sue colpe facendosi frate. La torre ha pianta circolare in pietra trezza semplice, con alcune feritoie.
- Torre San Mercurio (o Torre di vico Carnaio):

torre fortificata, restaurata nel XV secolo, posta presso l'ex chiesa di San Mercurio. Torre cilindrica a tre piani, con tre finestre, oggi divenuta abitazione. Ha la sommità coperta da tegole.
- Porta Santa Cristina (Porta Mancina')

porta del XV secolo, modificata nei secoli successivi. Ha alla base due grandi bastioni che fortificano l'arco urbico, e al fianco una torre semicircolare, a tre livelli. Oggi essa è diventata residenza civile, ma ha mantenuto il suo aspetto originario.
- Torre dei Petitti e Torre dei Presutti

costruite nel 1456 per volere di Cola di Monforte. Oggi sono residenze civili, ma hanno conservato la loro struttura originale a base a scarpa, con pianta circolare, suddivisa in massimo tre settori.
- Porta Sant'Antonio (Porta della chiaia) e Torre Pettini

sono un complesso fortificato, eretto nel 1456. La porta è un semplice arco a tutto sesto, situata presso la chiesa di Sant'Antonio Abate. Più a destra vi è la torre, collegata ad una residenza civile, un tempo parte delle mura fortificate. La Torre ha pianta circolare con base a scarpa.
- Porta San Paolo (Porta di Rosa) e Torre dei Ferrante

costituiscono un unico complesso difensivo, vicino all'accesso del castello. La porta è un rozzo arco a tutto sesto che tuttavia presenta ancora un importantissimo stemma medioevale e a fianco vi è la torre di guardia di origine rinascimentale, anch'essa oggi residenza civile, ma che ha pressoché mantenuto il suo antico aspetto. Ha pianta circolare con base a scarpa.
- Porta Santa Maria della Croce - non più esistente; costruita nel XIV secolo da Nicola Monforte
- Porta San Nicola (Porta Nuova)

porta costruita nel 1456 per volere di Cola di Monforte. Ha aspetto di un arco cittadino con cornice in pietra, e archivolto con stemma della famiglia nobile della città.
- Torre dell'abate Ginetti

ha struttura di conci irregolari con base a scarpa. Fu costruita nel 1456 per volere di Cola di Monforte, e si trova in via San Lorenzo.
- Porta San Leonardo (Porta della piazza - Porta del borgo) - non più esistente

### Architetture religiose

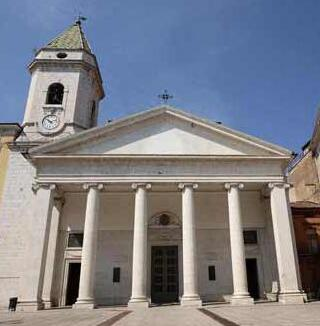
Cattedrale della Santissima Trinità

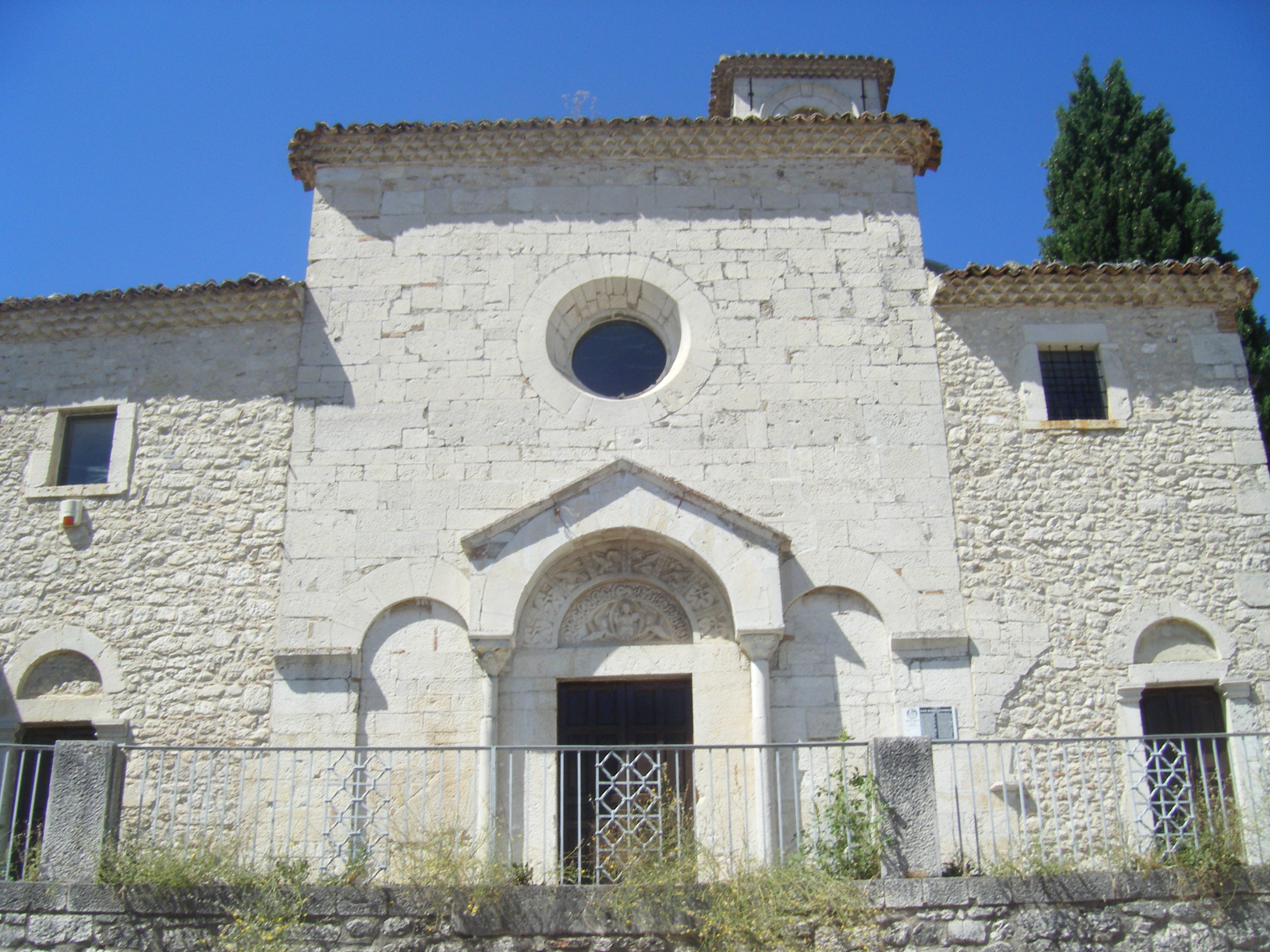
Chiesa di San Bartolomeo

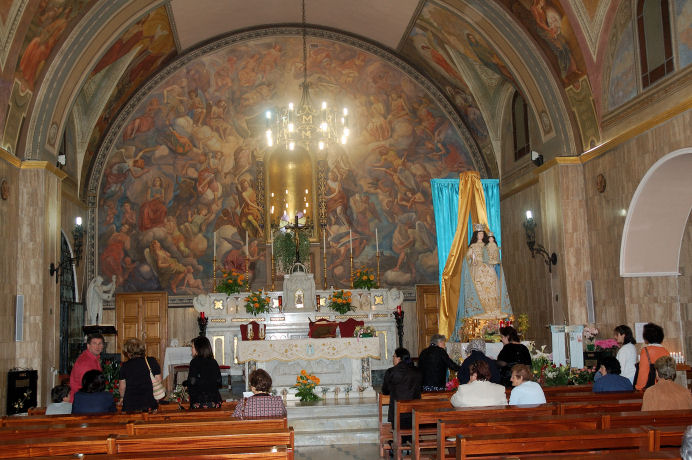
Interno della Chiesa di Santa Maria Maggiore

- Cattedrale della Santissima Trinità: Nel 1504, su incoraggiamento del feudatario Andrea di Capua, fu edificata al di fuori della cinta muraria la chiesa della Santissima Trinità. Fin da subito in questa chiesa ebbe sede la grande confraternita della Trinità, soppressa solo con le leggi napoleoniche nel 1809 e divenuta celebre per le sanguinose lotte con quella dei Crociati per l'egemonia sulla città. Distrutta dal terremoto del 1805, fu ricostruita su progetto dell'architetto Bernardino Musenga. Fu riaperta al culto nel 1829 diventando parrocchia e sede del capitolo collegiale. Nel 1860 fu chiusa al culto e utilizzata dalle truppe regolari quale caserma. Nel 1900 fu riaperta ai fedeli, diventando cattedrale nel 1927. Con lo spostamento della sede vescovile da Bojano a Campobasso l'edificio fu oggetto di ulteriori lavori. Su progetto dell'architetto Tullio Passarelli e dell'ingegnere Vittorio Tiberio si provvide, tra il 1927 e il 1933, all'innalzamento della navata centrale e alla costruzione dell'abside, quest'ultima contenente un affresco di buon livello di Romeo Musa raffigurante la Pentecoste e altri ad opera di Amedeo Trivisonno. Recentemente però, una ricerca pubblicata da due giovani studiosi ha ricostruito l'aspetto baroccamente sfarzoso della chiesa ante 1805 e, inoltre, ha portato alla ribalta il fatto che dal 1573 nella chiesa aveva sede un'altra grande confraternita cittadina: quella del Santissimo Rosario[28].
- Chiesa di Sant'Antonio Abate: La chiesa di Sant'Antonio Abate fu edificata nel 1572 sopra i resti di una preesistente chiesa di modeste dimensioni. È il monumento più rappresentativo dell'arte barocca a Campobasso. L'interno è ad una navata con un magnifico altare maggiore realizzato in marmo nel 1748. Sulle pareti laterali vi sono quattro altari intagliati in legno e rivestiti di oro zecchino. Nella chiesa sono presenti pregevoli dipinti di Guarino da Solofra come la tela di san Benedetto del 1643 e alcune altre opere di piccolo formato che si trovano sull'altare dedicato a sant'Antonio Abate. Numerosi i dipinti sulle pareti del presbiterio di scuola napoletana del XVII e XVIII secolo, tra cui quelli del pittore molisano Michele Scaroina.
- Chiesa di Sant'Antonio di Padova: chiesa moderna degli anni '60. Ha struttura che rispetta abbastanza i canoni classici di una chiesa: pianta rettangolare a navata unica, e campanile turrito. La facciata è scandita da due ordini di sette finestre snelle rettangolari, con al centro di essa un rilievo di Sant'Antonio. L'accesso ha un portico. L'interno ha due colonnati laterali e un'abside semicircolare, con raggi sulla sommità.

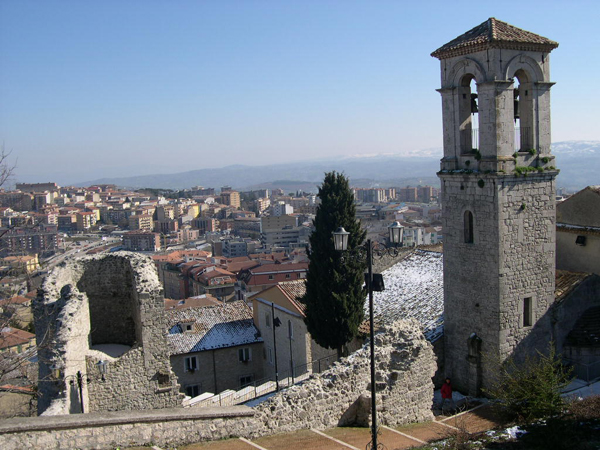
Scorcio del campanile di San Bartolomeo e della Torre Terzano (a sinistra).

- Chiesa di San Bartolomeo: La chiesa risale alla metà del XIII sec. e presenta una facciata a coronamento orizzontale, la cui parte centrale è rialzata rispetto a quelle laterali. Lo pseudo-protiro che adorna il portale è l'elemento più evidente della facciata e presenta due arcate cieche divise da due colonne addossate alla parete. Di ispirazione pugliese, il protiro è molto schiacciato, quasi fosse non più che un altorilievo; all'interno del protiro è presente una lunetta suddivisa in due sezioni: la prima raffigura il Cristo Redentore benedicente "alla greca", l'altra è a sua volta divisa in otto figure trapezoidali che circondano i simboli dei quattro evangelisti e su ognuno dei quali vi è un dottore della Chiesa d'Oriente e Occidente contrapposti a due a due. Particolare è la mano rappresentata sulle teste di tali dottori a rappresentare l'Onnipotente. L'interno della chiesa, come lascia intuire la stessa facciata, è diviso in tre navate da file di colonne prive di base e con capitelli geometrici unite tra loro da archi a tutto sesto.
- Chiesa del Sacro Cuore di Gesù: ricostruita del tutto dopo un incendio divampato nel 1922, è edificata praticamente sull'antica chiesa della Pace, dedicata all'Annunziata e costruita a fine Cinquecento come segno tangibile della riappacificazione fra le due confraternite nemiche della città, ossia i Crociati e i Trinitari. Possiede un busto settecentesco di Sant'Anna, unica statua che fu salvata dall'incendio del 1922.
- Chiesa di San Giorgio: La chiesa risale al Medioevo. La facciata è a capanna e si nota un tentativo di distinzione tra la navata centrale e quelle laterali attraverso due pilastri con capitello. Sul portale è presente una lunetta che propone il tema dell'agnello crucifero decorato da ornamenti floreali. Perpendicolarmente alla lunetta, posto più in alto è presente anche un piccolo rosone dalla forma a imbuto.
- Chiesa di San Giovannello: L'unica informazione circa la datazione della chiesa è fornita dall'architrave che sovrasta il portale d'accesso, che riporta la data 1551, una croce e due figure in adorazione. Testimonianze antiche ci informano che nel 1764 la collina fu adibita a luogo di sepoltura, in vista di una possibile epidemia all'interno della città. Nel passare dei secoli la chiesa è stata sottoposta a più dipendenze: sull'architrave della facciata vi è inserito il simbolo della chiesa di Santa Maria della Croce datato 1846; successivamente fece parte della parrocchia della chiesa di San Leonardo e di San Giorgio
- Chiesa di San Giuseppe Artigiano: La parrocchia fu istituita l'8 dicembre 1969 per decreto di mons. Alberto Carinci, vescovo di Campobasso. Progettata dall'ingegner Enrico Mandolesi fu iniziata nel 1972 e terminata nel 1974. L'ingresso ha una scala in travertino di Tivoli e le porte d'ingresso in vetro sono protette da cancellate in ferro composte da robusti chiodi piramidali a ricordo dei chiodi della crocifissione di Cristo.
- Chiesa di San Leonardo: Le componenti strutturali della chiesa sono della fine del sec. XIV: il portale, di ispirazione gotica, ha scarsa strombatura e si compone di stipiti, pilastri e colonnine lisce: gli archi, con modanatura centrale a spirale, racchiudono nella lunetta l'agnello crucifero. Romanica è la monofora, sulla sinistra del portale, delineata da intrecci di rami e motivi floreali.

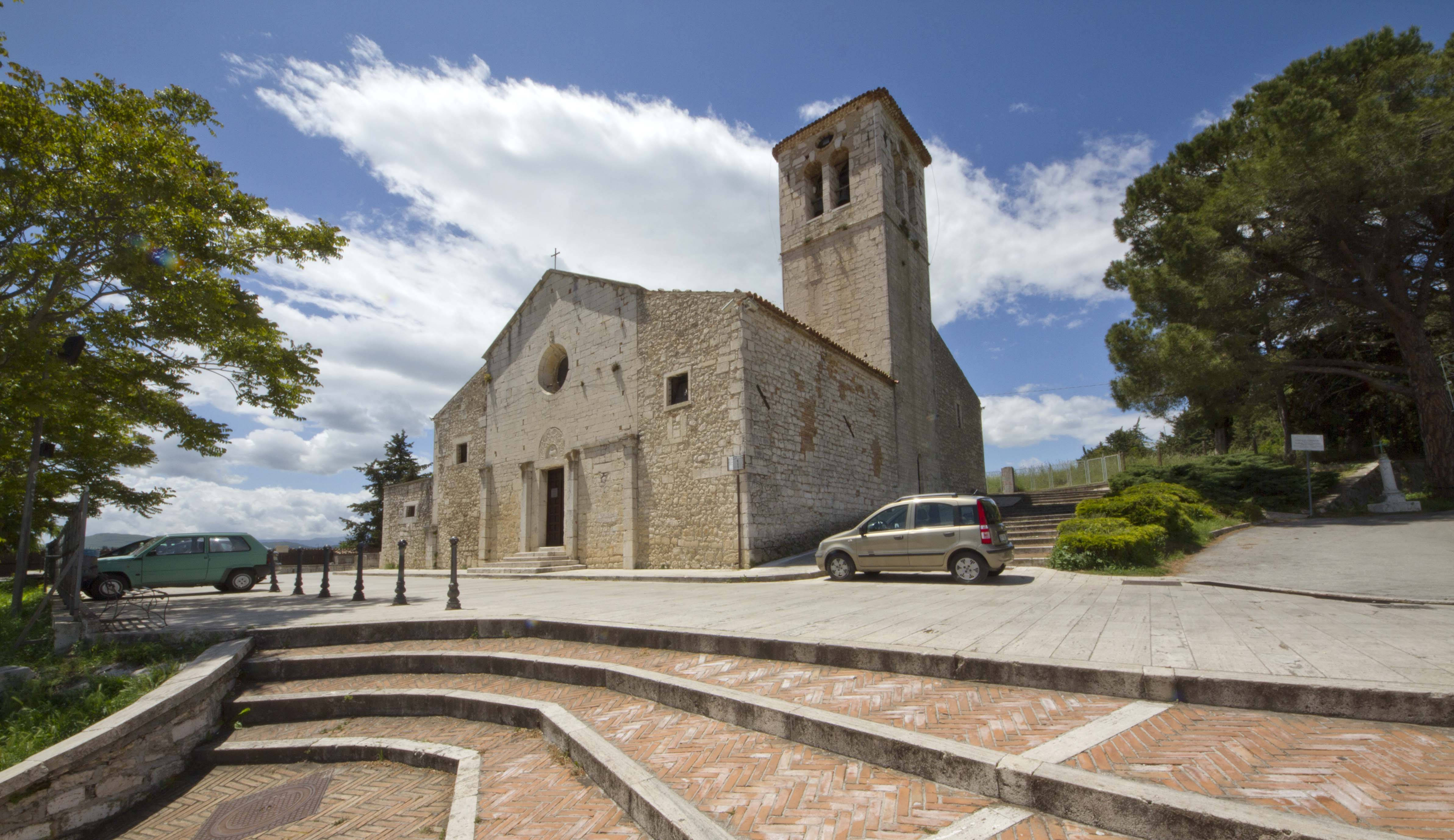
Chiesa di San Giorgio

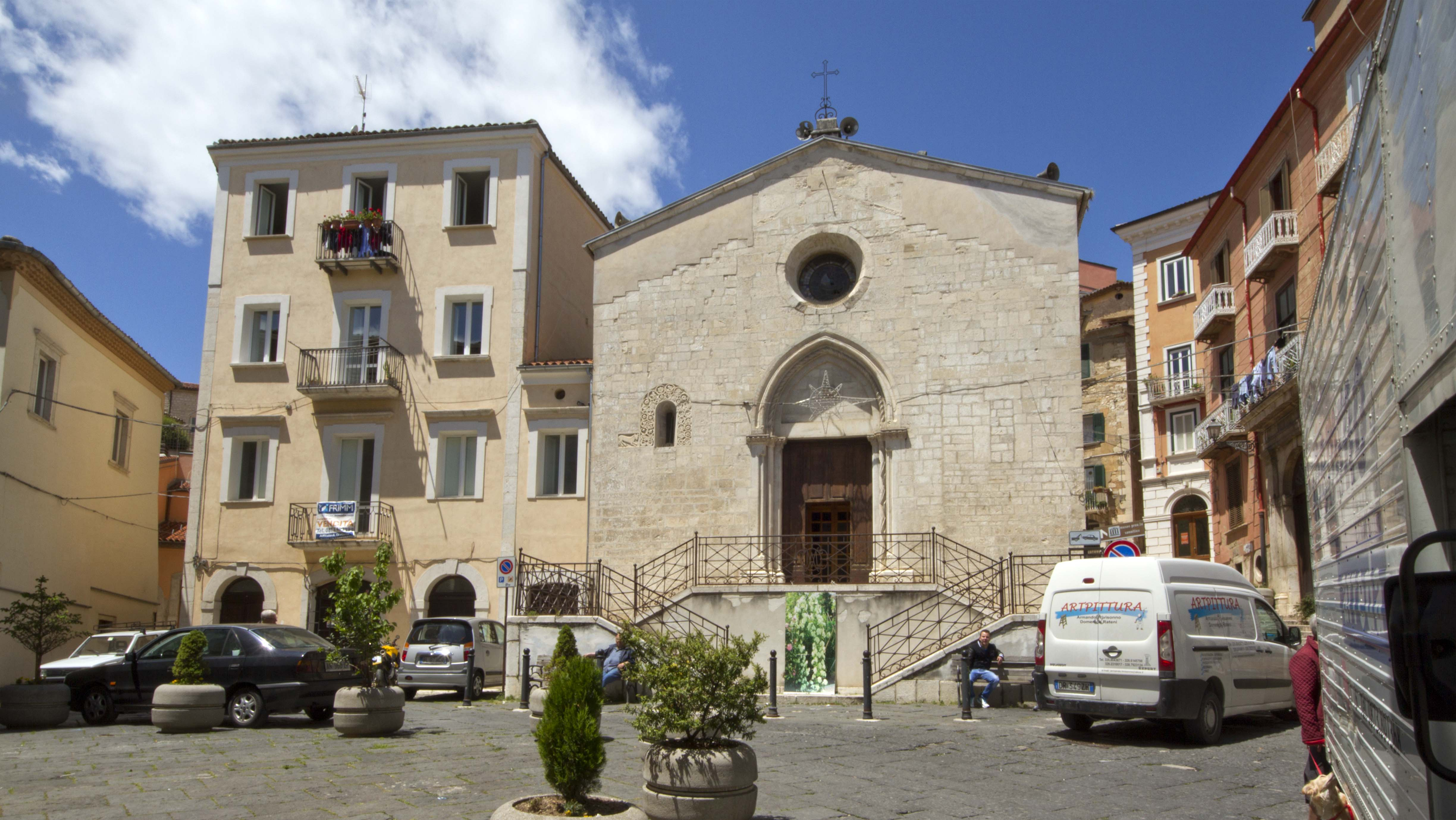
Chiesa di San Leonardo

- Chiesa di Santa Maria della Croce: Sorta nel periodo normanno ad opera dei fedeli che costituirono la confraternita dei "Crociati", ha subito trasformazioni a seguito di terremoti che ne hanno modificato l'aspetto originario. Presenta un impianto quattrocentesco con una pianta longitudinale a croce latina a tre navate illuminata da una cupola classicheggiante. La facciata evidenzia, con i suoi tre portali, la divisione basilicale dell'interno. Ai lati dell'altare sono presenti la Cappella dell'Addolorata e quella del Sacro Cuore, nelle quali sono conservate la statua lignea ottocentesca dell'Addolorata, di scuola napoletana, e quella del Cristo morto ricostruita in gesso nel 1954.
- Chiesa di Santa Maria de Foras: Abbiamo notizie della chiesa e del convento nel XIV secolo a proposito del terremoto del 1348 e degli spostamenti di alcuni abati. La chiesa attuale, rifatta completamente negli anni 1969-1970, è delle stesse proporzioni di quella antecedente, stessa anche la campana fusa ad Agnone nel 1822. Internamente sono visibili le statue dell'Assunta e di San Rocco entrambe opere di Paolo Saverio Di Zinno ed il San Cristoforo di Emilio Labbate del 1890.

- Chiesa di Santa Maria della Libera: La chiesa fu inglobata nel Palazzo San Giorgio, purtroppo resta priva di qualunque segno nella facciata esterna che richiami ad un luogo sacro. La tradizione vuole che il monastero originario fosse stato costruito sul sito dallo stesso san Pietro Celestino nel 1290; in seguito sarebbe stato ampliato dal discepolo del santo, il beato Roberto da Salle. La chiesa, la cui facciata fu edificata nel 1320, fu gravemente colpita dal terremoto del 1805; tra tante rovine rimase illeso soltanto il muro in cui era la nicchia della statuetta della Vergine: una antichissima statua lignea, piuttosto piccola (cm 109 di altezza), dal corpo snello, dal collo lungo, dal viso ovale, dal sorriso dolce appena accennato.
- Chiesa di Santa Maria di Loreto: si trova in contrada Santo Stefano: L'attuale chiesa di S. Maria di Loreto fu costruita nel 1890 e completata nel 1922. Andava a sostituire la precedente, costruita nel XVIII secolo e distrutta a seguito della frana del 1902. In essa sono contenuti un quadro di autore ignoto raffigurante la Vergine Addolorata e le statue della Madonna Addolorata, di S. Stefano e di S. Lucia più un crocifisso del XV secolo.
- Chiesa di Santa Maria Maggiore - Santa Maria del Monte: si trova presso il Castello Monforte. La chiesa di Santa Maria Maggiore, prospiciente il castello Monforte, è l'antica Santa Maria del Monte. La prima notizia sicura della sua esistenza risale al 1354. Era sorta infatti come semplice cappella gentilizia dedicata alla Vergine e, nel tempo, adibita anche a luogo di sepoltura delle famiglie feudatarie. Nel 1905 la chiesa venne affidata ai Padri Cappuccini che ancora oggi la custodiscono. L'intero edificio di culto è stato restaurato; la facciata ha un paramento murario in pietre di Vinchiaturo con bugne scabre collocate irregolarmente. All'interno ha un pregevole altare in marmi policromi. Particolarmente interessante è la statua della SS. Vergine del 1334, devotamente venerata.
- Chiesa di Maria Mater Ecclesiae: Il fabbricato per l'abitazione dei religiosi e per le opere sociali ebbe inizio nel 1975. La cura venne affidata ai Padri Marianisti che avevano avuto l'incarico, già dal 1965, di interessarsi del rione Vazzieri nel quale non vi era nessun edificio di culto. Il luogo di culto ha forma semicircolare ed ha al centro il fonte battesimale.
- Chiesa di San Paolo: La prima chiesa di san Paolo, ancor oggi esistente, risale al XVII secolo ed è situata alla fine di viale del Castello. Costruito in una sola navata servì, inizialmente, ad officiarvi messa per quegli abitanti che si erano stabiliti appena fuori dal borgo o che vivevano nella zona detta, appunto, di san Paolo e che non volevano, specialmente durante il periodo invernale, correre il rischio di ruzzoloni sulle strade di accesso alle altre chiese poste più in alto dell'abitato
- Chiesa di San Pietro: chiesa moderna degli anni '60, con struttura rettangolare, dal cui estremo lato destro sorge la chiesa vera e propria, innalzandosi con cupola trapezoidale scandita da costoloni e da cui sorge un piccolo campanile.
- Chiesa e convento di San Giovanni del Gelsi: chiesa del XII secolo, restaurata nel 1415, che venne data in affidamento al Beato Giovanni da Stroncone, divenendo uno dei centri conventuali più noti del Molise. Dopo la chiusura per volere di Murat, venne restituito alla comunità dei frati nel 1892, a poi chiuso nuovamente. Nel '900 è stato riaperto e restaurato. Ha facciata barocca con architrave classica, ed edificio rettangolare del convento, con portico e chiostro interno. All'interno della chiesa lo stile liberty è molto forte, poiché è stata restaurata nel primo '900, essendo in cattivo stato di conservazione.
- Ex chiesa di San Mercurio: chiesetta sconsacrata di notevole interesse, risalente almeno all'XI secolo. Ha pianta a navata unica, con facciata in pietra a capanna, decorata da un portale sormontato da una lunetta monolitica e un rosone centrale. L'interno è perfettamente conservato nella forma romanica, anche se la parete del presbiterio è frutto di numerosi e del tutto disomogenei restauri.

### Sotterranei
Gli ipogei, ricavati nei secoli dall'opera dell'uomo, rappresentano una realtà nascosta del borgo antico. Gran parte della pietra fu estratta per poter costruire i palazzi per cui si possono immaginare i volumi esistenti nel sottosuolo. A seguito del catastrofico terremoto del 1456, il conte Cola di Monforte progettò la nuova città, con un assetto difensivo, dotandola di doppia cinta muraria, interrotta dalle porte che davano accesso al borgo. Utilizzò i vuoti esistenti collegandoli tra loro e rendendoli funzionali a una logica militare. Una ragnatela di cunicoli, una sorta di “rete” in tempi medievali che consentiva la comunicazione rapida da più punti. Tra i sotterranei fotografati, ci sono alcuni tratti dell'antico camminamento che permetteva alle guarnigioni di spostarsi velocemente da una torre all'altra e dalle mura di cinta alla parte alta del colle. Su questa attendibile ipotesi l'Associazione "Centro Storico" orienta le ricerche con l'obiettivo di ripercorrere il leggendario passaggio che permetteva l'estrema fuga in caso di prolungati assedi.
Nel corso dei secoli i sotterranei hanno subito diverse destinazioni: verso la fine del XV secolo, con l'ampliamento del borgo e l'istituzione della dogana per l'editto di Ferrante d'Aragona, furono aperti i fondaci della farina, del sale, delle carni.
Durante la Seconda guerra mondiale furono utilizzati dalla popolazione come rifugi antiaerei.
Negli anni Sessanta alcuni furono adibiti a discoteche e luoghi di incontro per giovani, grazie all'ampiezza degli spazi e al loro naturale isolamento acustico.
Successivamente furono del tutto abbandonati e non più utilizzati, diventando in molti casi autentiche discariche di materiale edile a seguito delle ristrutturazioni degli edifici della superficie. Attualmente sono molto ricercati per renderli fruibili come pub e ristoranti.

### Aree naturali
Queste sono le principali aree verdi della città:
- Bosco Faiete
- Giardino del convitto nazionale Mario Pagano
- Piazza Bernardino Musenga (Villa dei Cannoni)
- Parco Alessandro Manzoni
- Parco Eduardo De Filippo
- Parco Giuseppe Ungaretti
- Parco della Memoria
- Parco della Musica Giuseppe Manente
- Parco della Via Matris
- Parco del torrente Scarafone
- Pineta di San Giovannello

#### Villa De Capoa

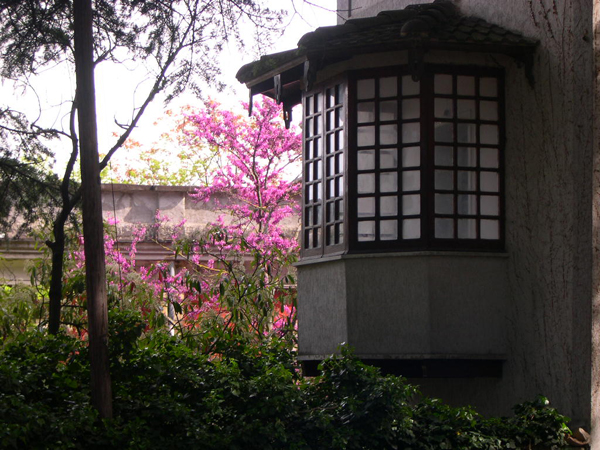
Scorcio a Villa de Capoa

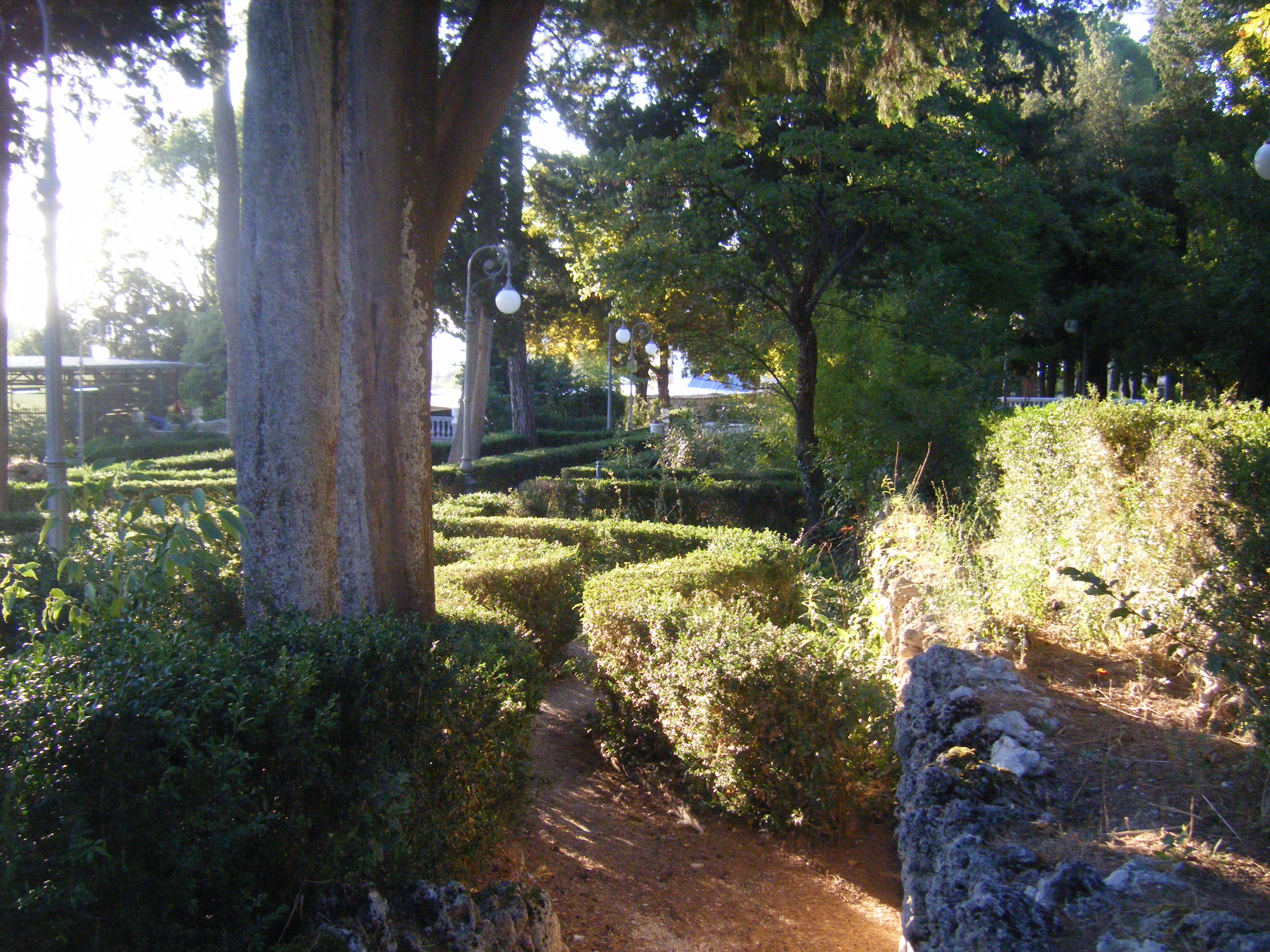
Sentieri a Villa de Capoa

La settecentesca "Villa De Capoa", recuperata con un accurato progetto, è uno dei luoghi più suggestivi della città.
Il parco, adiacente all'ex convento di Santa Maria delle Grazie, fu fatto costruire nel Cinquecento da Andrea di Capua. Svolse per circa due secoli la funzione di riserva delle erbe che i monaci del convento utilizzavano per la creazione di medicinali naturali. Nel Settecento fu acquistato da privati e riorganizzato in parco vero e proprio. Infine nell'Ottocento la contessa Marianna de Capoa lo donò alla città.
Il giardino è all'italiana, ricopre un'area di quasi 16000 m². Il viale principale, va dall'ingresso a una piazza; in essa sono collocate una fontana e una piattaforma circolare, usata per allestire spettacoli. In altre zone del giardino vi sono un labirinto di siepi e una rotonda delimitata da quattro aiuole, in cui, nel 1929, sono state impiantate delle sequoie. Ad arricchire i suggestivi sentieri vi sono sculture mitologiche, archi di pietra o di siepi, un sarcofago di fine Quattrocento, un pozzo, panchine in pietra e una grotta. L'ingresso principale, con il pregiato cancello in ferro battuto di stile liberty, si affaccia su piazza Savoia.
Le specie vegetali presenti sono varie e degne di attenzione: alte sequoie, possenti cedri del Libano, eleganti cipressi, abeti rossi, profumati tigli continuano ad avere una funzione non solo ornamentale: sono la testimonianza della cultura, del gusto e dell'arte di coloro che tanti anni fa hanno realizzato questo gioiello.
All'interno del parco è presente un complesso sportivo per praticare tennis, con diversi campi coperti e scoperti, in cui dal 2002 al 2012, ogni anno, veniva organizzato il torneo internazionale femminile di tennis del circuito ITF Women's Tour nominato "Regione Molise" il cui premio in palio è oscillato tra i 10 000 e i 25000 $; nel 2011 fu vinto dall'italiana Karin Knapp.

## Società

### Evoluzione demografica
Abitanti censiti

### Etnie e minoranze straniere
Gli stranieri residenti a Campobasso al 31 dicembre 2023 erano 2197, pari al 4,63% della popolazione.
Le nazionalità più numerose erano:
| Nazionalità | al 31.12.2019 | al 31.12.2023 |
| ----------- | ------------- | ------------- |
| Romania     | 630           | 447           |
| Ucraina     | 138           | 163           |
| Nigeria     | 135           | 159           |
| Marocco     | 92            | 98            |
| Pakistan    | 97            | 117           |
| Bangladesh  |               | 194           |
| Venezuela   |               | 69            |
| Cina        |               | 61            |
| Albania     |               | 54            |
| Tunisia     |               | 53            |

### Qualità della vita
Il rapporto di ecosistema urbano di Legambiente relativo all'anno 2018 colloca il comune al 77º posto tra le 104 città italiane capoluogo di provincia.

## Cultura

### Biblioteche
- Biblioteca Provinciale Pasquale Albino (temporaneamente chiusa)[34]
- Biblioteca dell'Archivio di Stato di Campobasso[35]
- BiblioMediaTeca comunale
- Biblioteca comunale Giovanni Antonio Colozza
- Biblioteca comunale Sacro Cuore di Gesù
- Biblioteca comunale Campobasso Nord
- Biblioteca del Conservatorio statale di musica Lorenzo Perosi
- Università degli Studi del Molise
  - Biblioteca centrale d'Ateneo
  - Centro di documentazione europea
  - Centro di cultura del Molise

### Scuole
Nel comune sono presenti istituzioni prescolastiche, scolastiche di primo grado e di secondo grado, inferiore e superiore. Quelle di secondo grado superiore comprendono un istituto professionale per i servizi commerciali e turistici, un professionale per l'industria e l'artigianato, un professionale per l'agricoltura e l'ambiente, un tecnico commerciale e per geometri, un tecnico industriale, un tecnico per le attività sociali, un liceo classico, due licei scientifici, due licei linguistici, un liceo delle scienze umane, un liceo artistico, un liceo musicale.

### Università
- Università degli Studi del Molise
- International Studies College SSML
- Conservatorio Lorenzo Perosi

### Formazione militare
- Arma dei Carabinieri
  - Scuola allievi carabinieri
- Polizia di Stato
  - Scuola allievi agenti Giulio Rivera

### Musei
- Museo sannitico
- Museo dei misteri
- Museo internazionale del presepio in miniatura Guido Colitti
- Museo Palazzo Pistilli[36]
- Museo della scuola e dell'educazione popolare[37]
- ARATRO Centro di arte contemporanea[38]
- Galleria Civica di Arte Moderna e Contemporanea[39]
- Museo delle Vestimenta[40]
- Museo erbario del Molise[41]
- Museo e collezione didattica di Zoologia[42]
- Museo delle Scienze Naturali del Molise
- Museo Didattico delle Scienze Agrarie[43]

### Centri culturali
- Palazzo dell'ex GIL
  - Palazzo ex ONMI, diventato Sala Alphaville

### Media

#### Stampa
- Il Quotidiano del Molise (online)
- Primo Piano Molise (unica testata cartacea quotidiana molisana)
- Il Bene Comune
- AGI

#### Radio
- Radio Orizzonte Molise
- Radio Hollywood
- Radio Luna Network
- Radio Valentina
- Radio Tau, antesignana di Padre Pio TV.

#### Televisione
- Rai (Sede regionale per il Molise)
- Telemolise
- Teleregione Molise
- TVI Molise
- TLT Molise
- TRSP

### Teatri
- Teatro Savoia

### Tradizioni e folclore

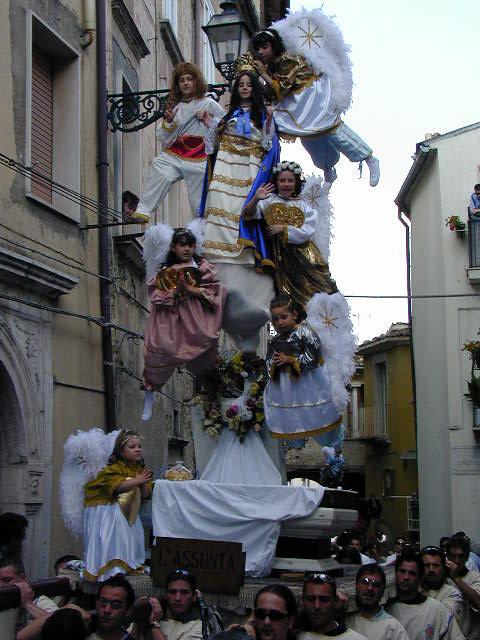
I Misteri, L'Assunta

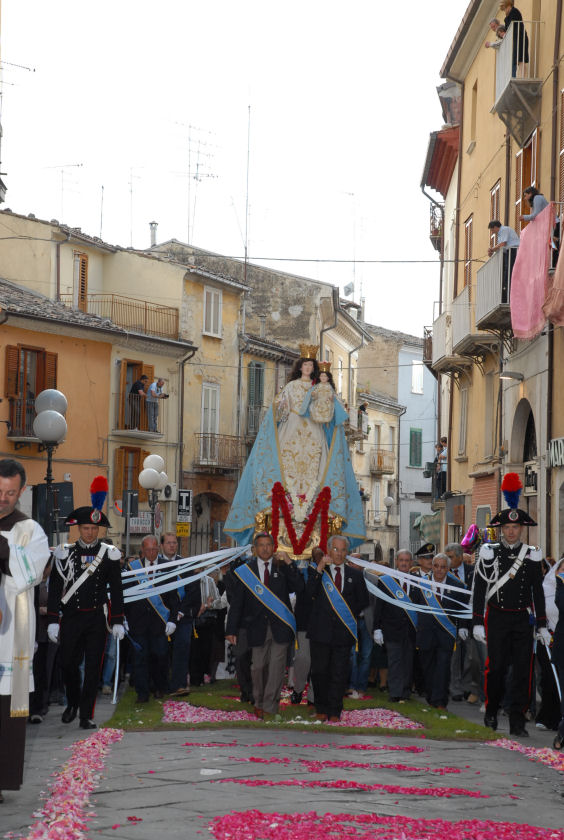
La processione della Madonna dei Monti

#### Sfilata dei Misteri
Ogni anno, nella domenica del Corpus Domini, nelle vie della città sfilano i "Misteri", strutture in una lega ferrea flessibile e resistente create dal campobassano Paolo Saverio di Zinno nel XVIII secolo. Si presentano come dei carri allegorici su cui sono esposti i misteri della Bibbia. I "Misteri" sono anche nominati quadri viventi, infatti bambini, anziani e adulti, si trasformano in santi, angeli e demoni ancorati alle strutture in acciaio e legno appositamente rivestite offrendo una visione surreale e generando l'impressione che i personaggi aleggino nell'aria. Le strutture sono portate a spalla da gruppi di portatori che avanzano al ritmo scandito dal capo mistero e cadenzato dalla banda musicale che propone una marcia tratta dal Mosè di Rossini. La sfilata è composta, nell'ordine, dalle seguenti raffigurazioni:
- Sant'Isidoro;
- San Crispino;
- San Gennaro;
- Abramo;
- Maria Maddalena;
- Sant'Antonio Abate;
- Immacolata Concezione;
- San Leonardo;
- San Rocco;
- L'Assunta;
- San Michele;
- San Nicola;
- Santissimo Cuore di Gesù.

Alla fine della manifestazione, dal palazzo comunale l'arcivescovo metropolita di Campobasso-Bojano impartisce la Benedizione ai Misteri. Nel febbraio del 1997 nasce l'Associazione "Misteri e Tradizioni", supportata una forte richiesta dei cittadini, per tutelare il patrimonio storico culturale dei Misteri, con successiva realizzazione del museo dei Misteri e del sito ufficiale della manifestazione.
Nel Medioevo i Misteri si allestivano e si disfacevano anno per anno, variando di forme e di costumi, con il patrocinio di congregazioni religiose laiche che sostenevano le spese di allestimento.
Le rappresentazioni avvenivano su palchi fissi o mobili con scenografie elementari, i copioni erano in linguaggio popolare e gli argomenti rispettavano la vita e la fantasia delle platee di fedeli a cui si rivolgevano.
In quelle forme di rappresentazioni possiamo trovare forme di teatro greco o romano e nel Quattrocento si cerca di canonizzare le rappresentazioni dei Misteri creando regole per non cadere nel goffo e nel profano.
La trasformazione di quadri viventi in quadri stabili non indecorosi o goffi, lontani da forme di irreligiosità, si verifica a Campobasso negli anni 1766-68, quando la borghesia locale suggella la sua ascesa con l'affrancamento dal servaggio feudale.
In origine i Misteri erano ventiquattro conservati nelle tre chiese che provvedevano all'organizzazione della processione del Corpus Domini. Sei di essi non ressero alla prova che il Di Zinno, autore degli stessi, fece con i modelli di cera da lui creati prima di poggiarci le persone, altri sei invece furono distrutti dal terremoto del 26 luglio 1805, mentre il Santissimo Cuore di Gesù fu realizzato nel 1959 sulla base di un bozzetto del Di Zinno.

#### Il Venerdì Santo
L'origine della processione del venerdì Santo a Campobasso risale probabilmente alle sacre rappresentazioni del XIII secolo. La notizia storica più sicura risale al 1626 quando in un "istrumento di concordia tra i Crociati e i Trinitari" si accenna a tale manifestazione.
Nella chiesa di Santa Maria della Croce vengono custodite le statue dell'Addolorata e del Cristo morto. Tutta la cittadinanza si ritrova in questa chiesa nelle sere del settenario, raccolta in silenzio mentre viene cantato l'inno che viene chiamato dai campobassani "lo zuchetezù", una specie di "botta e risposta", che il suo compositore chiamò: "Oh di Gerico beata".
La processione del venerdì Santo si colloca all'interno delle manifestazioni processionali legate alla passione.
Il corteo solitamente inizia alle ore 17 del Venerdì Santo da Santa Maria della Croce e vede la partecipazione della quasi totalità della città che segue mestamente il Cristo morto. La statua dell'Addolorata viene posta tradizionalmente dietro il Cristo e viene accompagnata da donne vestite di nero che reggono nastri che partono dalla statua. Il coro che accompagna la processione del venerdì Santo era inizialmente formato da un centinaio di cantori e dalla banda musicale, mentre in epoca contemporaneea sono oltre settecento persone quelle che vi partecipano.

#### Crociati e Trinitari
La vita cittadina del XVI - XVII è animata da lotta fra due grandi confraternite, quella dei Crociati e quella dei Trinitari. Probabilmente le rivalità nascevano dalla volontà di conquistare la supremazia sulla città da parte di un gruppo sociale sull'altro. Diversi e violenti furono gli scontri fra queste fazioni che insanguinarono le strade della città. Le due confraternite posero fine alle lotte fratricide durante la Quaresima dell'anno 1587, con la mediazione del frate predicatore cappuccino Geronimo da Sorbo. In queste drammatiche vicende, stando alla leggenda, si inserisce una tragica storia d'amore fra la trinitaria Delicata Civerra e il crociato Fonzo (o Alfonso) Mastrangelo, una sorta di Giulietta e Romeo campobassani. Il loro matrimonio, come nella famosa opera di William Shakespeare, viene proibito dalle rispettive famiglie per la rivalità tra le due confraternite a cui appartenevano. Fonzo fugge e si arruola come soldato. Delicata, invece, per il dolore si ammala mentre si trova nella Torre Terzano dove è stata imprigionata e addirittura muore, proprio nel giorno in cui le parti avverse fanno pace. Il suo amato Fonzo, ricevuta la triste notizia della morte della giovane, abbandona tutto e diventa frate francescano.

#### Altri eventi
- Il 31 maggio, in occasione della Festività della Madonna dei Monti, si realizza, lungo le strette vie del borgo antico, un'infiorata con la quale si illustrano scene sacre e simboliche.
- Crociati e Trinitari. Ogni anno si svolge un corteo in costumi d'epoca per rievocare l'importante evento storico del 1587 ossia la pace fra i Crociati e i Trinitari, che dal 1997, anno della morte del suo ideatore Corrado Caluori detto Corradino, viene portato avanti dall'associazione da lui fondata, la "Pro Crociati e Trinitari". Di solito viene effettuata in concomitanza dei grandi festeggiamenti estivi del Corpus Domini.
- Dal 1996 il capoluogo molisano ospita la Mostra d'Arte Contemporanea internazionale "Fuoriluogo", promossa dall'Amministrazione Provinciale di Campobasso e dall'Associazione Culturale Limiti-Inchiusi Arte Contemporanea.
- Dal 2002 la città ospita un Festival Internazionale del cinema, ideato dal comune e dal Cineclub Kimera di Termoli, dal nome di "Kimera Film Festival" ex "La Notte dei Corti Viventi". Il Festival è l'unico evento internazionale legato al cinema che la regione possa vantare, oltre ad essere la manifestazione cinematografica con la massima anzianità regionale e con la migliore continuità.
- Nel 2007 è stata realizzata dopo anni di assenza Moliseinfiera, la maggiore rassegna espositiva della regione e nel 2008 è stata presentata la prima edizione di Piacere Molise, la prima fiera enogastronomica della regione.
- Sant'Antonio abate. Il 17 gennaio comincia ufficialmente il Carnevale. La festa ha il suo scenario obbligato nella chiesa e sul sagrato dedicata a Sant'Antonio abate. È qui che c'è la benedizione degli animali, ed è qui che si ammassano i ciocchi di legna che arderanno fino a ora tarda.

## Geografia antropica

### Suddivisioni storiche
Pur non rivestendo il ruolo di enti amministrativi locali propriamente detti, sono nate delle associazioni di quartiere su tutto il territorio comunale. Tali associazioni, nate da aggregazioni di cittadini, si pongono a servizio dei quartieri da esse definiti come mediatori tra il cittadino e l'amministrazione comunale. Il territorio dunque risulta diviso nei seguenti quartieri: Centro Storico, Centro Murattiano, Campobasso Nord, San Giovanni, Vazzieri, Colle dell'Orso, Sant'Antonio Abate, Tappino. Le principali zone moderne e storiche all'interno del Comune sono:

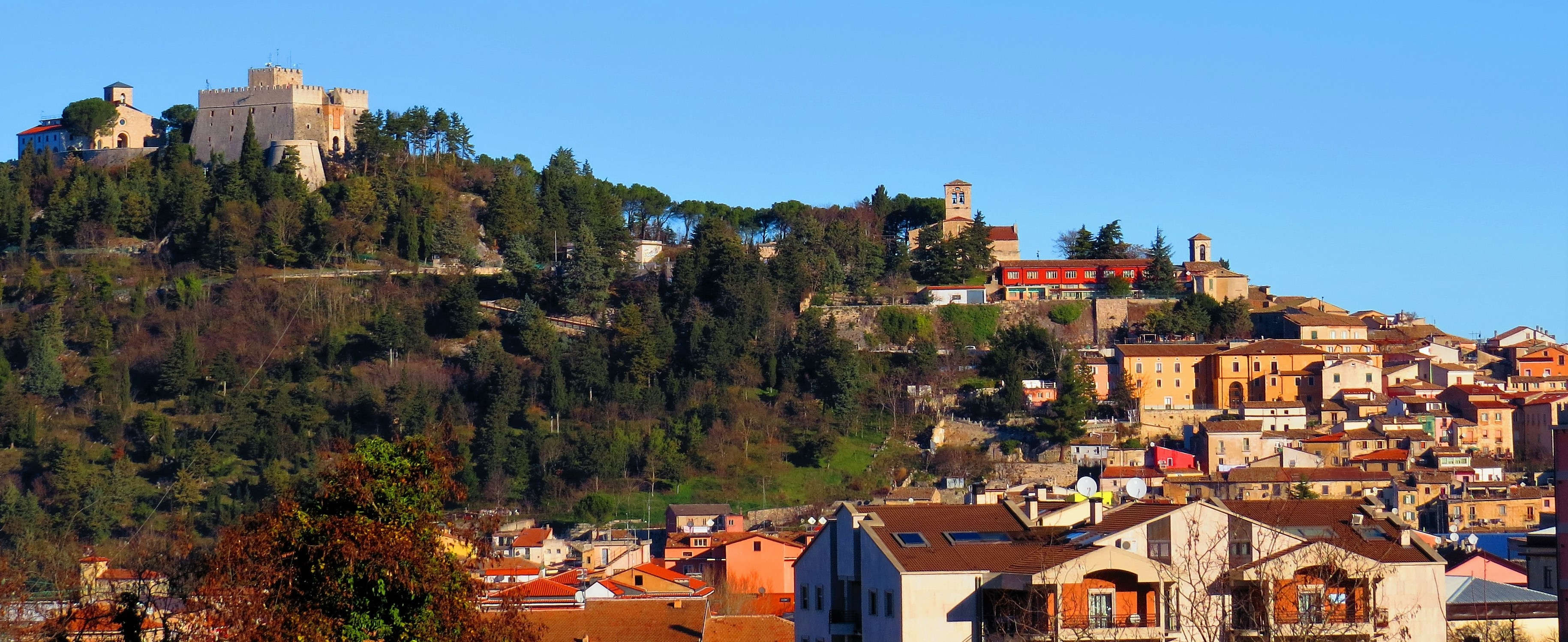
Veduta del centro storico

- Centro storico: il centro di Campobasso si divide in due nuclei storici: quello medievale che si arrampica sul monte del castello, e il nuovo centro di Gioacchino Murat fatto costruire dopo il 1805, detto appunto "Centro Murattiano", alle porte del borgo vecchio, le cui arterie principali sono corso Vittorio Emanuele II, viale Regina Elena, corso Francesco Bucci, corso Giuseppe Mazzini e le piazze Gabriele Pepe, Vittorio Emanuele II, Francesco d'Ovidio, della Vittoria e Giovanni Falcone e Paolo Borsellino (già Savoia).
In cima alla montagnola si erge il quattrocentesco castello Monforte con il santuario della Madonna del Monte (o Santa Maria Maggiore, frequentata anche da Padre Pio), e dalla fortezza partiva la cinta muraria, rifatta nella seconda metà del XV secolo voluta da Nicola dei Monforte, che abbracciava tutto il nucleo medievale, demolita dal sisma del 1805 e inglobata nelle case, dove è ancora è possibile vedere alcune porte di ingresso allineate con le torri (Porta Sant'Antonio a ovest, Porta San Nicola a sud-ovest, Porta Mancina a sud-est e Porta San Paolo a est). Dopo il terremoto del 1456 il centro nevralgico della vita cittadina è divenuta la piazzetta con la chiesa di San Leonardo, a differenza della parte di sopra con la chiesa di San Bartolomeo e l'ancora più periferica chiesa romanica di San Giorgio, usata come sepolcro dei cittadini e delle famiglie illustri. Diversi sono i palazzi rinascimentali e settecenteschi, come il Palazzo Japoce, il Palazzo Angioino, il Palazzo Mazzarotta sede del museo sannitico di Campobasso. Scendendo sempre più in basso, in Piazza Gabriele Pepe, ingresso al cosiddetto "Centro Murattiano", si trovano il Teatro Savoia accanto l'ottocentesca Cattedrale della Santissima Trinità e il Palazzo Magno. In Piazza Vittorio Emanuele si trovano diversi edifici progettati insieme ai principali decumani della città a scacchiera (Corso Vittorio Emanuele II, Corso Mazzini, Piazza Musenga, Corso Francesco Bucci, Piazza Pepe, via Vittorio Veneto e viale Garibaldi. In Piazza Vittorio Emanuele si affacciano il Palazzo San Giorgio (sede del Comune, ricavato dall'ex monastero dei Celestini), il Palazzo della Banca d'Italia, il Banco di Napoli e il Convitto Nazionale "Mario Pagano", mentre il corso Mazzini conduce alla strada antica per il cimitero, dove si trova la chiesa monastero di San Giovanni del Jelsi, e poi la parrocchia del Sacro Cuore, ricavata dal convento dei Cappuccini.

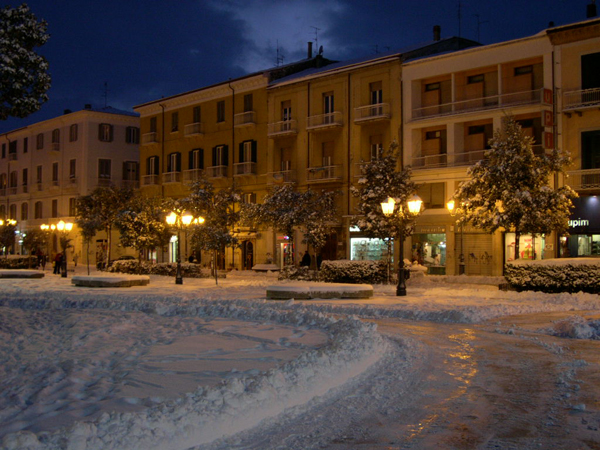
Corso Vittorio Emanuele

- Sant'Antonio Abate: piccolo sobborgo del centro storico, situato alla periferia ovest, alle pendici del monte del Castello, delimitato da via Sant'Antonio Abate e via Paolo Saverio di Zinno. Anticamente era la periferia occidentale di Campobasso, con la porta omonima di accesso alle mura, e la chiesetta di Sant'Antonio. Nell'Ottocento si sono costruite nuove case, che delimitano le attuali via Monforte e via Firenze, che tornando verso est, si ricollegano al centro Murattiano mediante il sagrato della Cattedrale.
- Vazzieri: è un quartiere di recente costruzione, pensato in occasione dell'istituzione dell'Università degli Studi del Molise, che vede il suo principale campus insistere nel quartiere. Sorge a sud, oltre la Tangenziale Est, con casello omonimo di uscita, è delimitato da viale Principe di Piemonte, viale Manzoni, via Pascoli e via Leopardi. Le parrocchie sono quelle di Sant'Antonio di Padova e di Santa Maria Mater Ecclesiae, erette tra gli anni '70 e '90, e in sostanza il quartiere è una piccola città a sé per le esigenze degli universitari.
- Campobasso Nord: nato tra la fine degli anni sessanta e l'inizio dei settanta con il progetto di Enrico Mandolesi per la nascita di una zona residenziale a nord della città, che verrà conosciuta come quartiere CEP. Si tratta di uno dei quartieri più popolosi della città, ricco di servizi e sede di diversi uffici amministrativi, tra i quali il consiglio regionale. Architettonicamente è rilevante l'area già menzionata del quartiere CEP, esempio all'avanguardia dell'edilizia popolare del tempo, caratterizzato dalla costruzione con faccia a vista, tipica dell'architettura del Mandolesi. Negli anni l'espansione è proseguita verso nord, ed oggi ingloba anche la zona commerciale e industriale a condivisa e al confine col comune di Ripalimosani, per cui ricadono a Campobasso Nord anche i centri commerciali, alcuni nuclei produttivi, e servizi.
- San Giovanni: confinante ad ovest con Vazzieri, deve il nome alla chiesa di San Giovanni dei Gelsi, che sorge all'ingresso del grandecimitero comunale. L'area sino agli anni '70 è rimasta inedificata e il quartiere che vi sorge, raggiungibile facilmente dalla strada statale con omonimo casello, non ha una conformazione urbanistica ben precisa, ma si sviluppa a nord dell'antico convento e intorno alle arterie principali di via San Giovanni e via Puglia. Il quartiere è ospita diversi uffici amministrativi, tra i quali il Centro per l'Impiego, il Tribunale Amministrativo Regionale, il Centro smistamento di Poste Italiane, campi sportivi e palestre oltre il Terminal Bus di Piazza San Pio da Pietrelcina.
- San Nicola delle Fratte: sorge a nord del monte del castello, confinante con la zona di Campobasso Nord. La parrocchia è la Chiesa Cristiana Battista, non si rilevano interessanti forme architettoniche dato che è un quartiere ancora in via di espansione, solitamente residenziale.
- Nuova Comunità: attraversato dalla Strada provinciale 57 di Mirabello Sannitico, e dalla Provinciale per Ferrazzano, il quartiere è di recente fondazione, costruito negli anni '90. Sorge a sud di Vazzieri, ed è provvisto di moderne infrastrutture come palestre e plessi scolastici oltre a parchi pubblici, come il "Giuseppe Ungaretti" e l'"Alessandro Manzoni".

### Frazioni
L'unica frazione della città è Santo Stefano, exclave circondata da Ripalimosani (di cui faceva parte in passato), Castropignano e Oratino.

## Economia
L'economia della città si basa principalmente sul commercio e sulla lavorazione dei prodotti alimentari (oleifici, distillerie, pastifici); nel territorio comunale ha sede l'industria alimentare La Molisana. Altrettanto sviluppato è il settore del pubblico impiego, legato principalmente alla sua funzione di capoluogo regionale. Sono da ricordare inoltre alcune lavorazioni di prodotti artigianali come la produzione di coltelli e forbici, attività presenti sin dall'epoca medievale, durante la quale le officine di Campobasso erano considerate tra le più importanti d'Europa. Anche le lavorazioni dell'argilla, finalizzate alla produzione di oggetti per uso domestico, oltreché quelle del cuoio, del ferro battuto e del legno non sono del tutto scomparse. Erano anche rinomate le produzioni di ceramiche e di terrecotte.

## Infrastrutture e trasporti

### Strade
I collegamenti stradali extraurbani sono caratterizzati dalle seguenti strade statali:
- SS 87 Sannitica (verso Isernia, Roma, Napoli e Benevento);
- SS 645 Fondovalle del Tappino (verso Foggia);
- SS 647 Fondovalle del Biferno dir/B (dalla zona industriale alla SS647 verso Termoli e il Nord Italia).

La città è servita da una tangenziale divisa in:
- SS 710 Tangenziale Est di Campobasso, conosciuta anche come Variante alla SS 87 che taglia la città a sud-est attraversandola tramite dei viadotti e una galleria (Vazzieri-San Vito) partendo dalla località San Vito e giungendo all'innesto col raccordo Ingotte passando per i quartieri Vazzieri, San Giovanni, Colle dell'Orso, Campobasso Nord e la Zona Industriale.
- SS 711 Tangenziale Ovest di Campobasso, che parte dalla località San Vito con i raccordi per la Tangenziale Est e la SS 645, per collegarsi alla SS 751 Fondo Valle del Rivolo, inaugurata il 29 marzo 2014, che si innesta sulla SS 647 Bifernina.

### Ferrovie
La stazione di Campobasso è situata nel centro della città, in piazza Vincenzo Cuoco ed è gestita da RFI, società del gruppo Ferrovie dello Stato Italiane. La stazione è capolinea delle linee Termoli-Venafro e Benevento-Campobasso.
L'esercizio commerciale è operato da Trenitalia con treni regionali da e per Caserta, Isernia, Napoli, Roma e Termoli; a seguito della sospensione del servizio ferroviario sulla linea Benevento-Bosco Redole nel 2013, i servizi lungo tale direttrice sono effettuati da autobus sostitutivi. In città sono presenti anche le fermate San Michele e Duca d'Aosta, costruite nell'ambito del progetto noto come "metropolitana leggera Matrice-Campobasso-Bojano", la cui attivazione non è ancora stata effettuata data la concomitanza dei lavori di elettrificazione in corso sulla tratta Campobasso - Roccaravindola. Nel territorio comunale è presente inoltre la stazione di Ripalimosani, soppressa nel 2001, lungo la linea Campobasso-Termoli.

### Mobilità urbana
I trasporti urbani e interurbani di Campobasso vengono svolti con autoservizi di linea gestiti da SATI (che dal 21 luglio 2024 ha sostituto la SEAC come gestore del servizio urbano) e ATM.

## Amministrazione

### Consolati
- Consolato Onorario di El Salvador

### Gemellaggi
Campobasso è gemellata con:
- Vladimir (Oblast' di Vladimir)[48]
- Ottawa[49]
- Banja Luka[50]
- Viterbo
- Vastogirardi[51]
- Alessio (Albania)
- Itatiba[52][53]

## Sport

### Principali Impianti sportivi pubblici
- Stadio Antonio Molinari
- Stadio Vecchio Romagnoli
- Antistadio Selvapiana Toti - Rauso
- Nuovo Antistadio Selvapiana
- Campo di atletica leggera Nicola Palladino
- Campo da calcio Don Luigi Sturzo
- La Molisana Arena
- PalaVazzieri
- Palaunimol
- Piscina Comunale
- Impianti tennistici di Villa De Capoa

### Pallavolo
- Nuova Pallavolo Campobasso
- Free Volley Campobasso

### Atletica
- Gruppo Sportivo Virtus
- Atletica Molise Amatori
- Polisportiva Molise Campobasso
- CUS Molise
- Podistica Avis Campobasso
- SC Promosport

#### Atletica leggera
Ogni anno si svolge la mezza maratona Tappino-Altilia, che parte dalla località Tappino, a Campobasso, e si conclude nel comune di Sepino presso il sito archeologico sannita-romano di Saepinum, alle propaggini del Massiccio del Matese. Dal 2002, in considerazione delle sue caratteristiche peculiari, la Tappino-Altilia è stata inserita dal Ministero dei beni e delle attività culturali e del turismo tra le manifestazioni delle Giornate Europee del Patrimonio dedicate al tema Lo sport nell'Italia antica.

### Calcio
Calcio a 11
- Campobasso Football Club - Stagione 2024/2025 campionato italiano di Serie C.
- Chaminade Campobasso - Stagione 2024/2025 campionato regionale di Promozione.
- Campobasso Calcio - Stagione 2024/2025 campionato regionale di Prima Categoria.

Calcio a 5
- Planet Campobasso - Stagione 2007/2008 Campionato Nazionale maschile di Serie B girone D.
- Five Campobasso - Stagione 2011/2012 Campionato Nazionale maschile di Serie B girone D.
- Polisportiva Chaminade 1999 - Prima Squadra (C1 regionale) - Under 21 Nazionale - Juniores Regionale - Allievi regionali - Giovanissimi regionali - Pulcini.
- Circolo la Nebbia Cus Molise - Stagione 2019/2020 Campionato Nazionale Serie A2 girone C

### Ciclismo
Per 12 volte Campobasso è stata sede di arrivo di una tappa del Giro d'Italia, la prima nel 1913, l'ultima nel 1989.
- 1913 6ª tappa Bari-Campobasso, vinta da Costante Girardengo
- 1927 9ª tappa Bari-Campobasso, vinta da Alfredo Binda
- 1934 8ª tappa Bari-Campobasso, vinta da Félicien Vervaecke
- 1936 8ª tappa Bari-Campobasso, vinta da Olimpio Bizzi
- 1937 11ªb tappa San Severo-Campobasso, vinta da Cesare Del Cancia
- 1950 16ª tappa L'Aquila-Campobasso, vinta da Fiorenzo Magni
- 1956 9ª tappa Pescara-Campobasso, vinta da Charly Gaul
- 1960 3ª tappa Sorrento-Campobasso, vinta da Miguel Poblet
- 1963 3ª tappa Bari-Campobasso, vinta da Jaime Alomar
- 1966 9ª tappa Napoli-Campobasso, vinta da Vincent Denson
- 1975 4ª tappa Teramo-Campobasso, vinta da Roger De Vlaeminck
- 1989 6ª tappa Potenza-Campobasso, vinta da Stefan Joho

### Pallacanestro
- Magnolia Basket Campobasso - stagione 2023/2024 Campionato Nazionale di Serie A1 femminile.

### Rugby
- Hammers Rugby Campobasso, dall'autunno 2017 unica squadra ovale del capoluogo, è attiva in vari settori - stagione 2021/2022 campionato di Serie C1 rugby maschile

### Tennis
Dal 2002 al 2012 nel mese di giugno la città ha ospitato il Torneo Internazionale Regione Molise di tennis, su terra battuta e facente parte dell'ITF Women's Circuit:
- 2012 - Vincitore Federica Di Sarra
- 2011 - Vincitore Karin Knapp
- 2010 - Vincitore María Irigoyen
- 2009 - Vincitore Iryna Burjačok
- 2008 - Vincitore Maša Zec Peškirič
- 2007 - Vincitore Kyra Nagy
- 2006 - Vincitore Alisa Klejbanova
- 2005 - Vincitore Marija Korytceva
- 2004 - Vincitore Sania Mirza
- 2003 - Vincitore Catalina Castaño
- 2002 - Vincitore Natalia Gussoni

### Scherma
- A.P.D Galassport Campobasso (spada, sciabola e fioretto)

### Campionati Nazionali Universitari 2010
Campobasso, insieme alle altre due sedi dell'Università del Molise, Isernia e Termoli, ha ospitato i Campionati Nazionali Universitari 2010, tra il 21 e il 29 maggio.
Questi i numeri dell'evento:
- CUS aderenti: 49;
- Partecipanti: circa 6 000 (atleti, tecnici, accompagnatori, ecc.);
- Discipline sportive: 20-22;
- Trasporti: circa 1 000 transfer (con 4 bus da 50 posti, 20 minibus, 30 autovetture e 30 scooter);
- Copertura sanitaria: 20 medici sui diversi campi di gara distribuiti nelle tre sedi;
- Premiazioni: 300 coppe, oltre 500 medaglie d'oro e d'argento, oltre 700 medaglie di bronzo;
- Operatori: circa 500 persone.

In occasione dello svolgersi di tale manifestazione, è stato inaugurato nel campus di Vazzieri il Palaunimol, adiacente al palazzo della Biblioteca Centrale d'Ateneo.

### Automobilismo
La città ospita dal 1994 la gara di slalom "Città di Campobasso", che è stata fino al 2020 la competizione da più tempo presente nel Campionato Italiano Slalom. Esso è stato vinto in cinque occasioni dal campobassano originario di Cercemaggiore Fabio Emanuele, a sua volta vincitore per sei volte del CIS.